# Умершие в ноябре 2017 года
Это список известных людей, соответствующих установленным критериям значимости (см. Википедия:Критерии значимости персоналий), умерших в ноябре 2017 года.
Причина смерти указывается лишь в исключительных случаях (убийство, самоубийство, гибель в результате военных действий, смертная казнь, ДТП или несчастные случаи). В остальных случаях — не указывается.

## 30 ноября

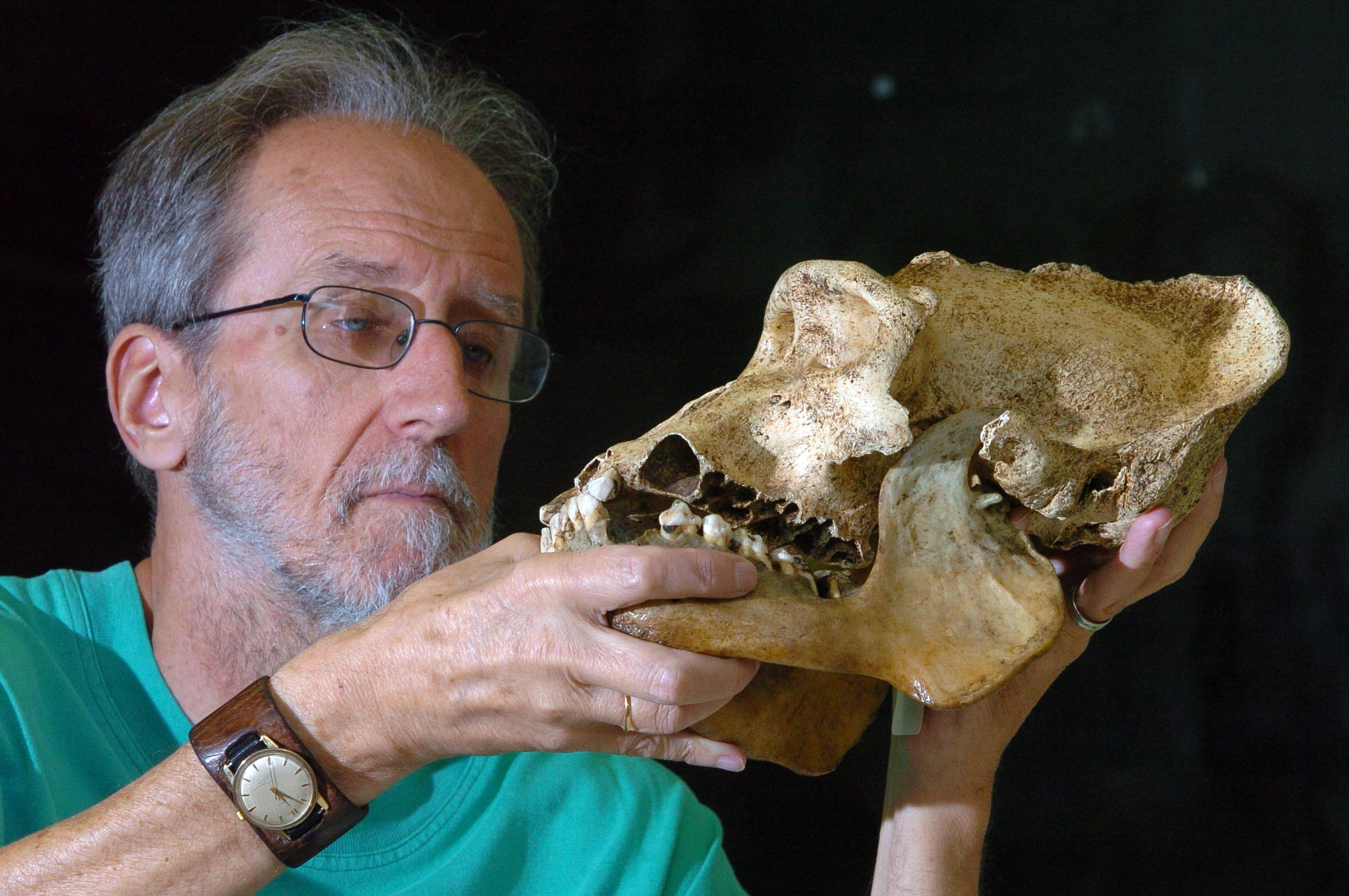
Колин Гровс

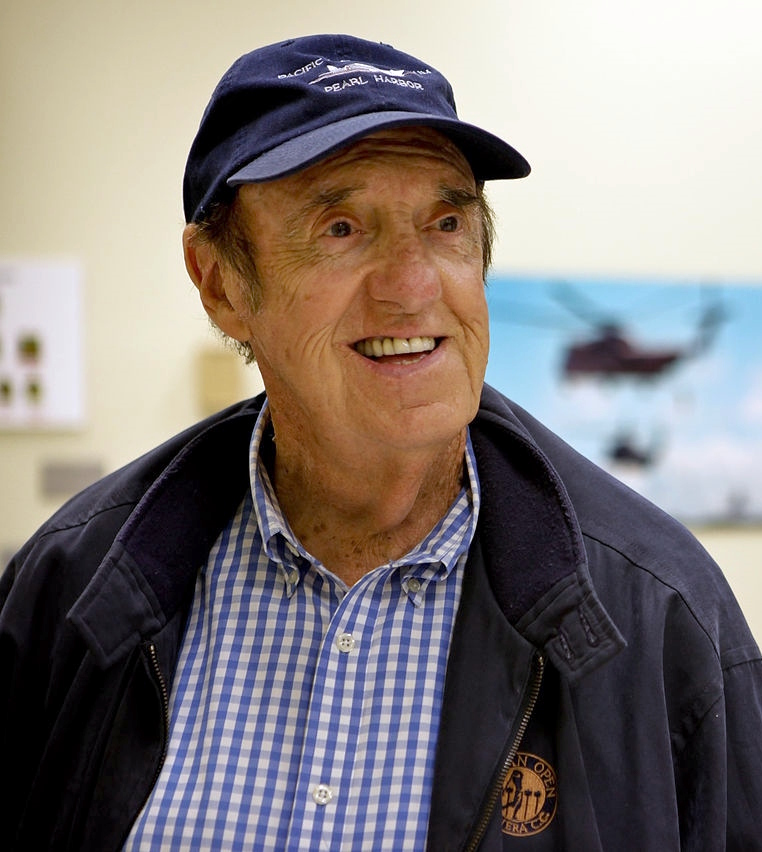
Джим Нэйборс

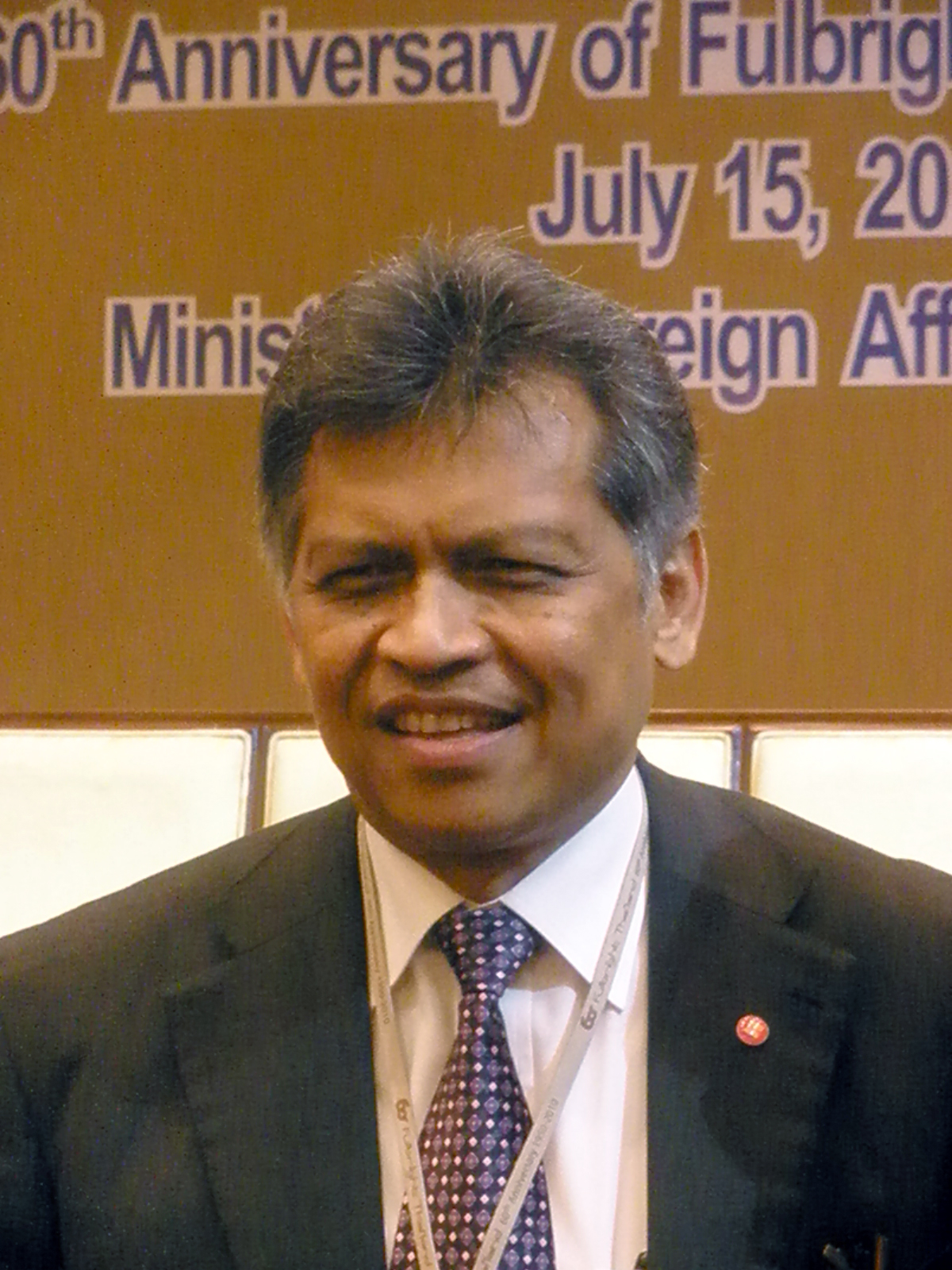
Сурин Питсуван

Марина Попович

- Балдин, Андрей Николаевич (59) — советский и российский архитектор и публицист, один из основателей журнала «Московское наследие»[1].
- Гровс, Колин (75) — австралийский биолог и антрополог[2].
- Жессюа, Ален (85) — французский режиссёр и сценарист[3].
- Ломтев, Евгений Александрович (80) — советский и российский учёный, ректор Пензенского государственного университета[4].
- Нэйборс, Джим (87) — американский актёр и певец[5].
- Питсуван, Сурин (68) — тайский дипломат и государственный деятель, министр иностранных дел Таиланда (1997—2001), генеральный секретарь АСЕАН (2008—2012)[6].
- Попович, Марина Лаврентьевна (86) — советский военный лётчик-испытатель 1-го класса, доктор технических наук, заслуженный мастер спорта СССР[7].
- Скороход, Владимир Александрович (78) — советский и российский легкоатлет и тренер по лёгкой атлетике, заслуженный тренер Российской Федерации[8].
- Чайчиан, Хабиболла (94) — иранский поэт[9].

## 29 ноября

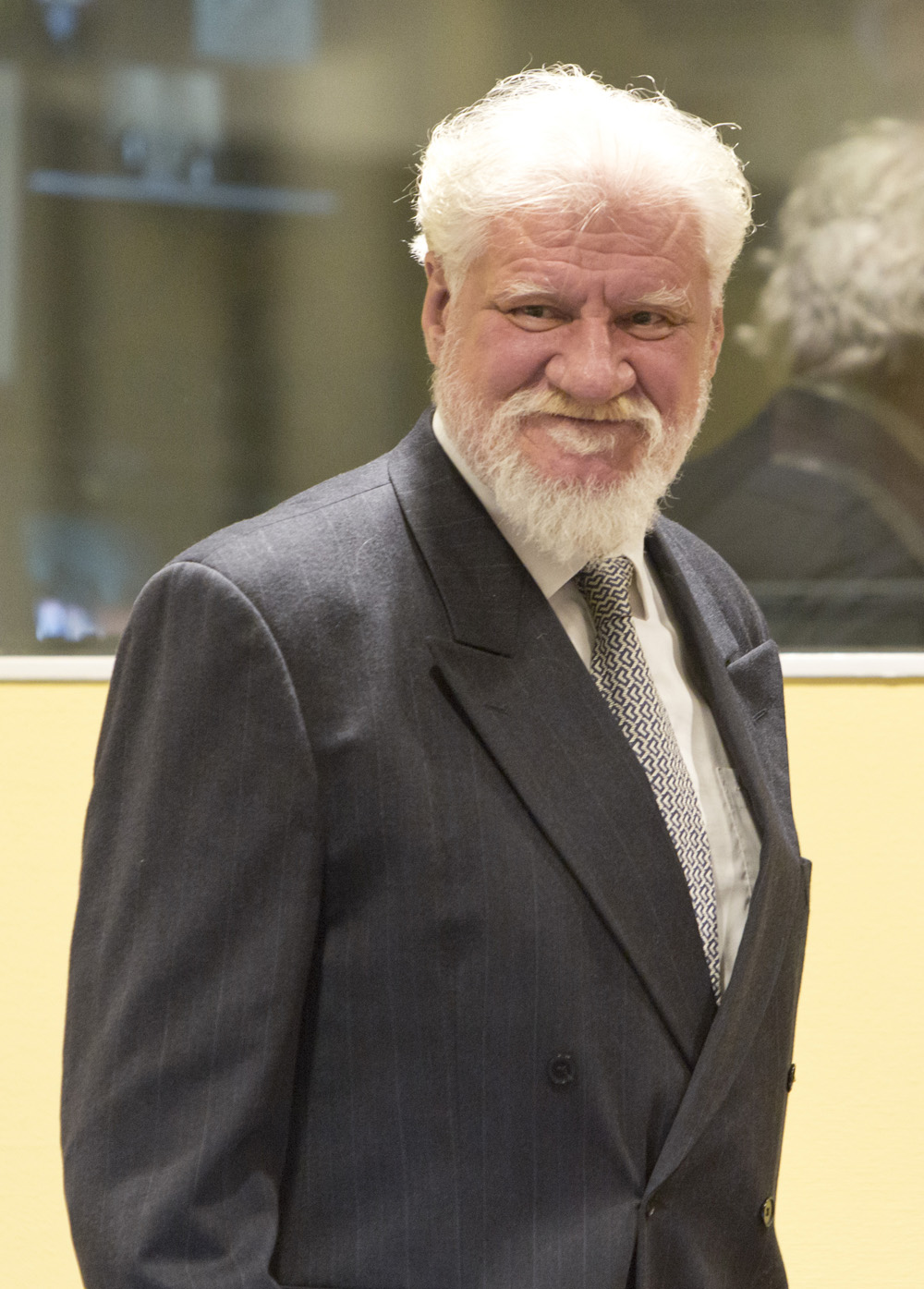
Слободан Праляк

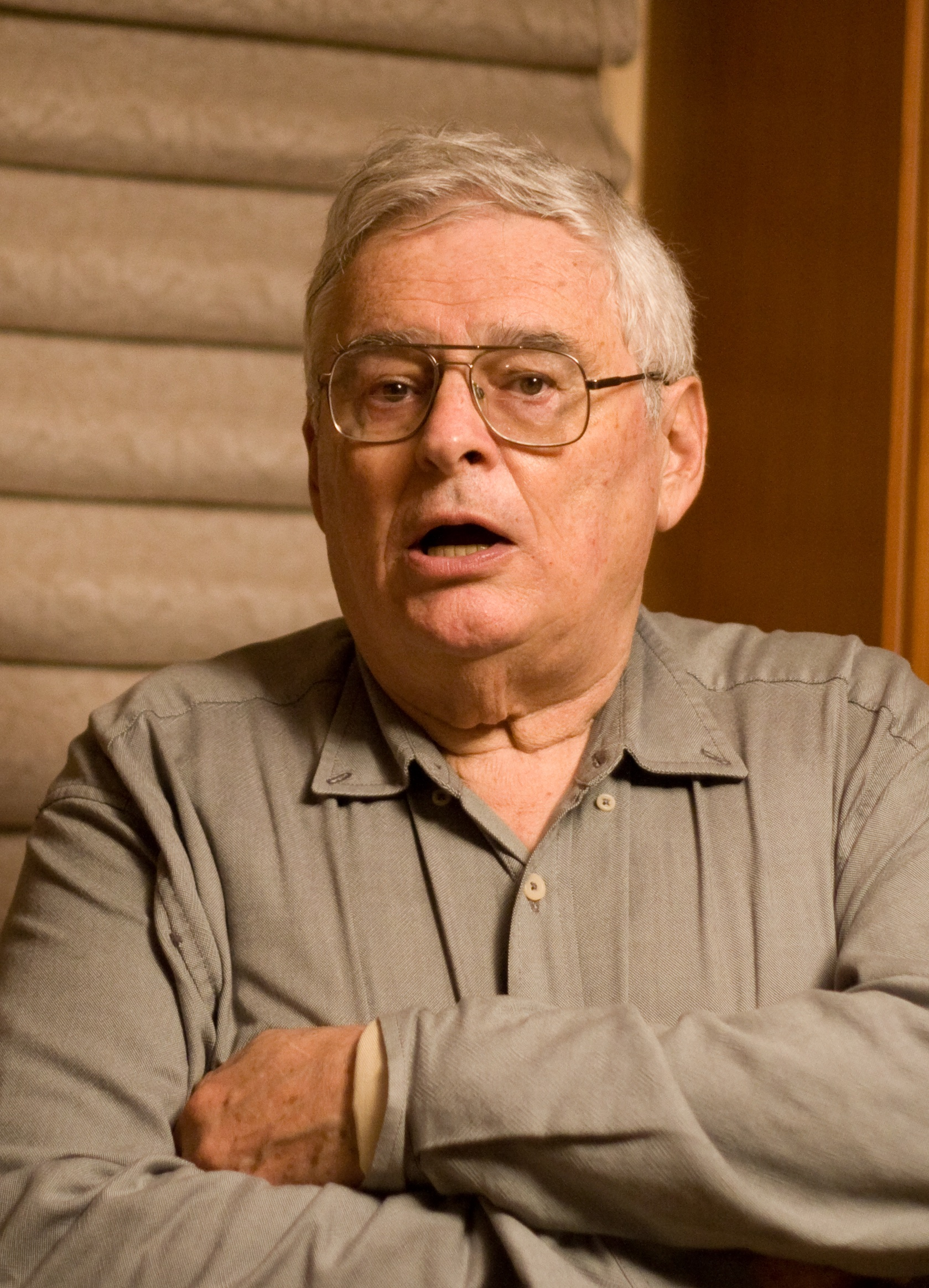
Джерри Фодор

- Альтьери Благи, Мария Луиза (87) — итальянский учёный-лингвист, исследователь грамматики итальянского языка it:Maria Luisa Altieri Biagi.
- Ди Азеведу, Белмиру (79) — португальский предприниматель, основатель и президент Sonae[10].
- Валчич, Милан (82) — югославский и сербский спортивный функционер и арбитр, генеральный секретарь Гандбольного союза Югославии (до 1999 года), гандбольный арбитр[11].
- Ежек, Томаш (77) — чешский экономист, депутат, министр приватизации[12].
- Козаев, Ушанг Алексеевич (65) — советский и российский осетинский художник, заслуженный художник Российской Федерации (2012)[13].
- Матуш, Йозеф (77) — словацкий учёный, ректор Университета святых Кирилла и Мефодия в Трнаве[14].
- Норт, Хизер (71) — американская актриса кино, телевидения и озвучивания[15].
- Праляк, Слободан (72) — хорватский военный деятель, генерал, военный преступник; самоубийство[16].
- Старосельская, Ксения Яковлевна (80) — советский и российский переводчик с польского и английского языков[17].
- Сыскова, Наталья Михайловна — российская театральная актриса, артистка Алтайского краевого театра драмы имени В. М. Шукшина[18].
- Фодор, Джерри Алан (82) — американский философ и психолингвист, автор гипотезы о языке мышления[19].
- Штраус, Ян (75) — чехословацкий футболист[20].

## 28 ноября

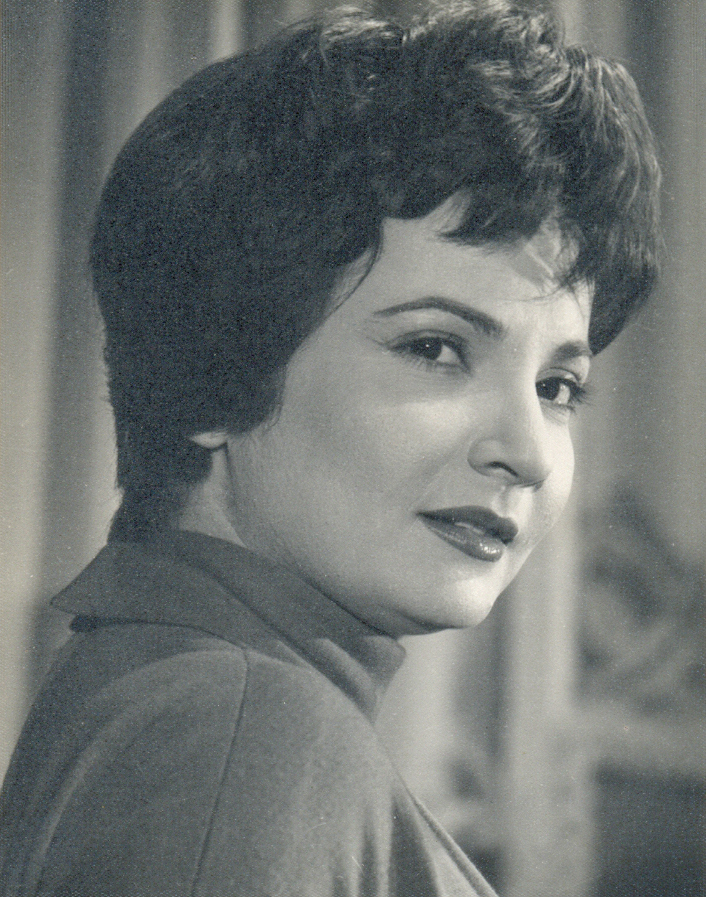
Шадия

- Бара, Кшиштоф (51) — польский поп-певец, вокалист группы «Ванька-встанька»[21].
- Габанчо, Патрисия (65) — испанская писательница и журналист[22].
- Драмми, Дермот (56) — британский футбольный тренер[23].
- Кроули, Джозеф (84) — американский деятель образования, президент Университета Невады в Рино (1978—2001)[24].
- Шадия (86) — египетская актриса и певица[25].
- Шрейнер, Зденек (63) — чехословацкий футболист, чемпион летних Олимпийских игр в Москве (1980)[26].
- Якунин Вячеслав Иванович (79) — доктор технических наук, профессор, Заслуженный деятель науки и техники Российской Федерации, Заслуженный работник Высшей школы Российской Федерации, Почетный работник Высшего профессионального образования Российской Федерации, Почетный авиастроитель.

## 27 ноября

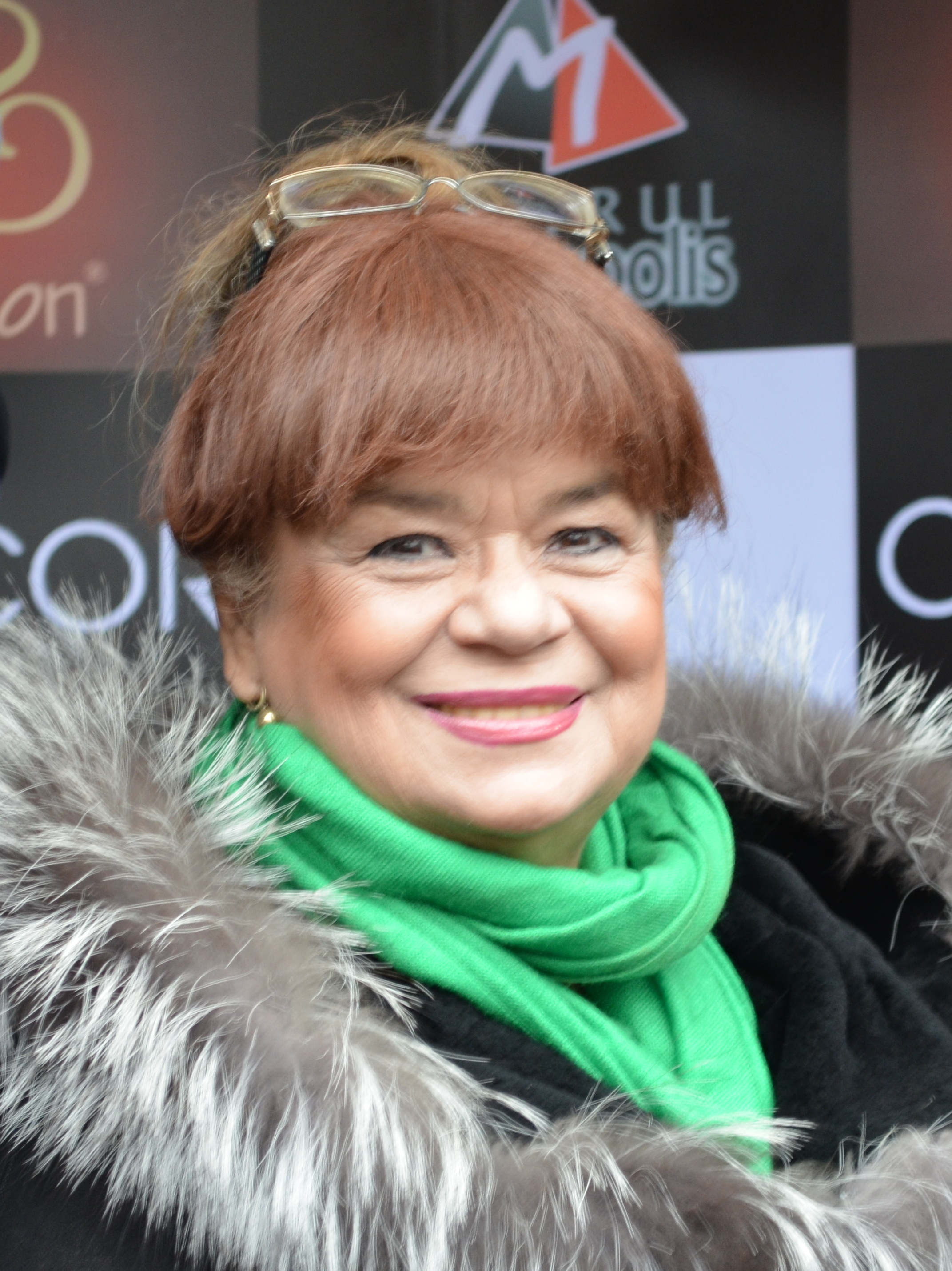
Кристина Стомате

- Батайи, Робер (83) — французский политик, депутат Европейского парламента (1989)[27].
- Галин, Фанур Зуфарович (70) — советский, российский и башкирский химик, доктор химических наук (1993), профессор, заслуженный деятель науки Республики Башкортостан, член-корреспондент Академии наук Республики Башкортостан (2012)[28].
- Маглич, Богдан (89) — американский физик-ядерщик и бизнесмен сербского происхождения, владелец компании CALSEC[29].
- Мадави бинт Абдул-Азиз Аль Сауд (78) — саудовская принцесса[30]..
- Матвеева, Зоя Прокофьевна (88) — советская спортсменка и тренер по лёгкой атлетике, заслуженный тренер РСФСР[31].
- Мусин, Амир Шагалеевич (80) — советский и российский передовик промышленного производства, начальник установки АВТ Черниковского нефтеперерабатывающего завода Республики Башкортостан, Герой Социалистического Труда (1980)[32].
- Ромеро де Техада, Хосе Мария (69) — испанский государственный деятель, генеральный прокурор Каталонии[33].
- Рябчиков, Игорь Дмитриевич (80) — советский и российский геохимик, академик РАН (1992), сын Дмитрия Рябчикова[34].
- Симон, Бернд (71) — немецкий поп-певец, музыкальный продюсер и актёр озвучивания[35].
- Стамате, Кристина (71) — румынская актриса[36].
- Фурман, Лешек (70) — польский джазовый пианист, композитор и аранжировщик[37].

## 26 ноября

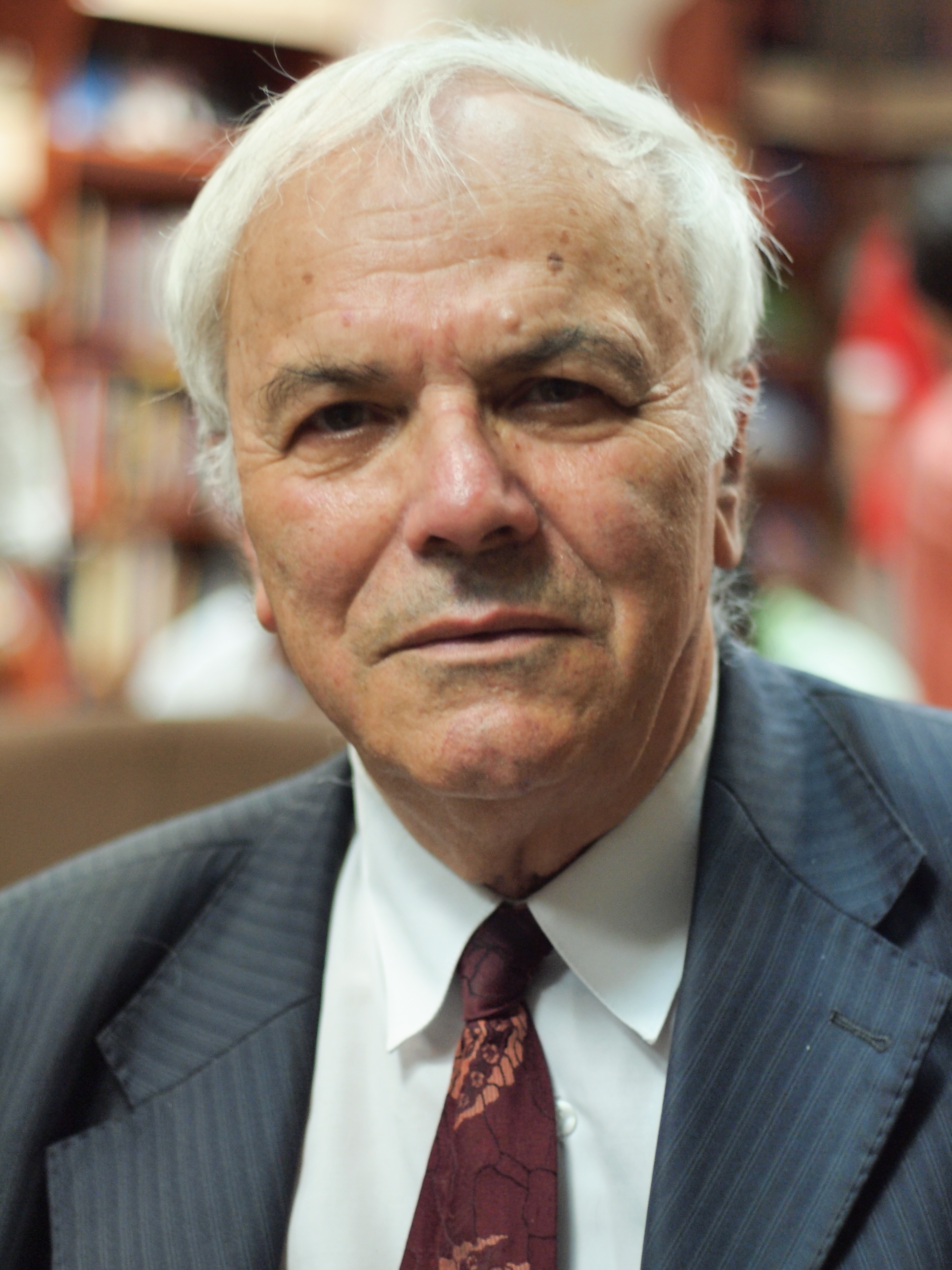
Василий Нимчук

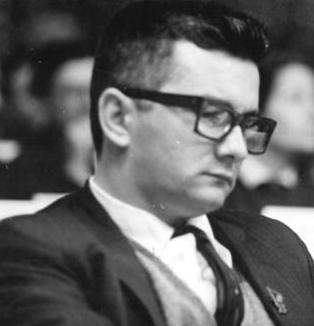
Армандо Харт

- Адениджи, Олуйеми (83) — нигерийский государственный деятель, министр иностранных дел Нигерии (2003—2006), министр внутренних дел (2006—2007)[38].
- Алем, Оскар (75) — аргентинский композитор и пианист[39].
- Алимбаев, Музафар (94) — советский и казахстанский поэт, переводчик, литературовед, детский писатель, лауреат Государственной премии Казахской ССР, заслуженный деятель культуры Казахской ССР (1978), народный писатель Казахстана, участник Великой Отечественной войны[40].
- Ахатов, Нурбек Абдибалиевич (39) — киргизский футболист, ДТП[41].
- Боккара, Поль (85) — французский экономист и историк марксистского направления[42].
- Иггерс, Георг (90) — немецко-американский историк, историограф, теоретик истории[43].
- Малиновский, Александр Станиславович (73) — советский и российский учёный, организатор производства и писатель, генеральный директор Куйбышевского завода синтетического спирта, доктор технических наук, профессор, заслуженный изобретатель Российской Федерации (1994)[44].
- Молодов, Анатолий Васильевич (88) — советский и казахстанский хоровой дирижёр, народный артист СССР (1988)[45].
- Нимчук, Василий Васильевич (84) — советский и украинский языковед, основатель и главный редактор журнала «Украинский язык», директор Института украинского языка Национальной академии наук Украины (1998—2008)[46].
- Попов, Анатолий Илларионович (77) — советский и российский художник, заслуженный художник Российской Федерации (1999)[47].
- Поцци, Хосе Педро (92) — католический прелат, первый епископ Альто-Валье-дель-Рио-Негро (1993—2003)[48].
- Стэмпс, Тимоти (81) — зимбабвийский государственный деятель, министр здравоохранения (1986—2002)[49].
- Харт, Армандо (87) — кубинский революционер и политический деятель, один из основателей «Движения 26 июля», министр образования (1959—1965), министр культуры (1976—1997), отец физика, писательницы и политика Селии Харт[50].

## 25 ноября

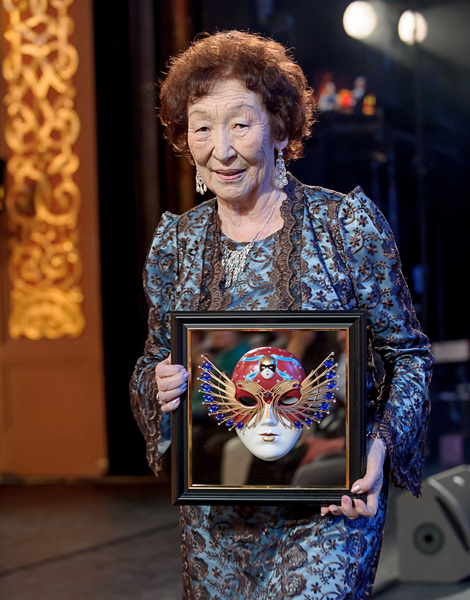
Анна Кузьмина

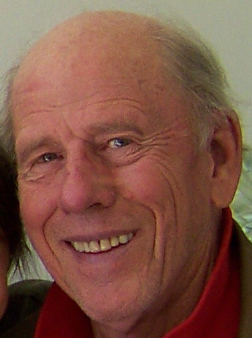
Рэнс Ховард

- Ахмедов, Газимагомед Ахмедович (65) — советский и российский самбист и дзюдоист, тренер по самбо, мастер спорта СССР, заслуженный тренер Российской Федерации[51].
- Гомес, Хесус (76) — мексиканский спортсмен-конник, бронзовый призёр летних Олимпийских игр в Москве (1980)[52].
- Грин, Росарио (76) — мексиканский дипломат и государственный деятель, министр иностранных дел Мексики (1998—2000)[53].
- Гринберг, Исаак Павлович (80) — российский общественный и научный деятель, предприниматель, лауреат Государственной премии СССР в области науки и техники[54].
- Джонс, Стив (75) — американский профессиональный баскетболист[55].
- Кузьмина, Анна Ивановна (84) — советская и российская якутская актриса, телеведущая, артистка Саха академического театра драмы имени П. А. Ойунского, заслуженная артистка РСФСР, вдова актёра Михаила Гоголева[56].
- Кураго, Бронислав Антонович (80) — советский и российский художник-монументалист, председатель правления Вологодской областной организации Союза художников РСФСР (1983—1986, 1989—1992)[57].
- Лабудович, Стеван (88) — югославский и сербский режиссёр-документалист[58].
- Марвин Уотсон, Уильям (93) — американский государственный деятель, Генеральный почтмейстер США (1968—1969)[59].
- Мечозо, Хулио Оскар (62) — американский киноактёр[60].
- Расулов, Магомед-Расул Расулович (Магомед-Расул) (81) — советский и российский дагестанский писатель, драматург, литературовед, народный писатель Дагестана[61].
- Сафин, Мэлс Камарович (75) — советский и казахстанский архитектор[62].
- Ховард, Рэнс (89) — американский актёр и сценарист, отец режиссёра Рона Ховарда[63].
- Чеботарёва, Любовь (72) — советская и российская спортсменка и тренер паралимпийцев по пулевой стрельбе, мастер спорта СССР[64].
- Шкурихин, Владимир Петрович (59) — советский и российский волейболист и волейбольный тренер, игрок сборной СССР (1981—1989), серебряный призёр Олимпийских игр в Сеуле (1988), чемпион мира (1982), обладатель Кубка мира (1981), четырёхкратный чемпион Европы, заслуженный мастер спорта СССР (1982)[65].

## 24 ноября

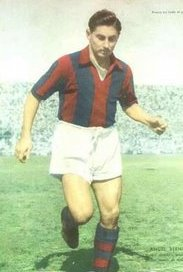
Анхель Берни

- Берни, Анхель (86) — парагвайский футболист, чемпион Южной Америки (1953), участник чемпионата мира (1950)[66].
- Гиллман, Нил (84) — американский раввин и философ, один из главных идеологов консервативного иудаизма[67].
- Орти, Хайме (70) — испанский футбольный менеджер, президент клуба «Валенсия»[68].
- Осиновский, Даниил Аркадьевич (89) — советский и российский композитор и дирижёр, художественный руководитель муниципального духового оркестра Ставрополя[69].
- Спиридонов, Андрей Геннадьевич (55) — российский архитектор, главный архитектор города Ханты-Мансийска[70].
- Фетискин, Николай Петрович (75) — советский и российский психолог, доктор психологических наук, профессор, заслуженный работник высшей школы Российской Федерации[71].

## 23 ноября

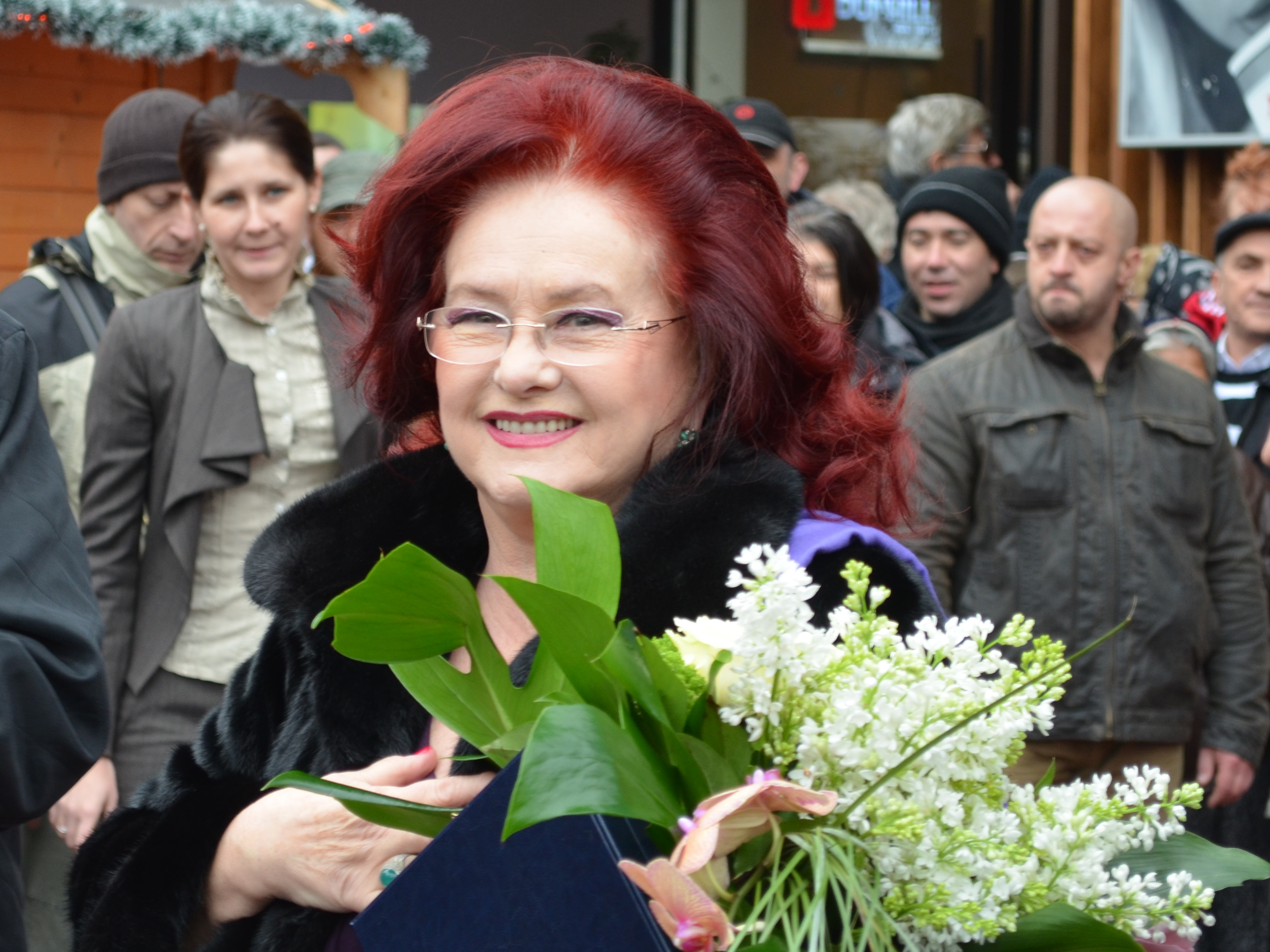
Стела Попеску

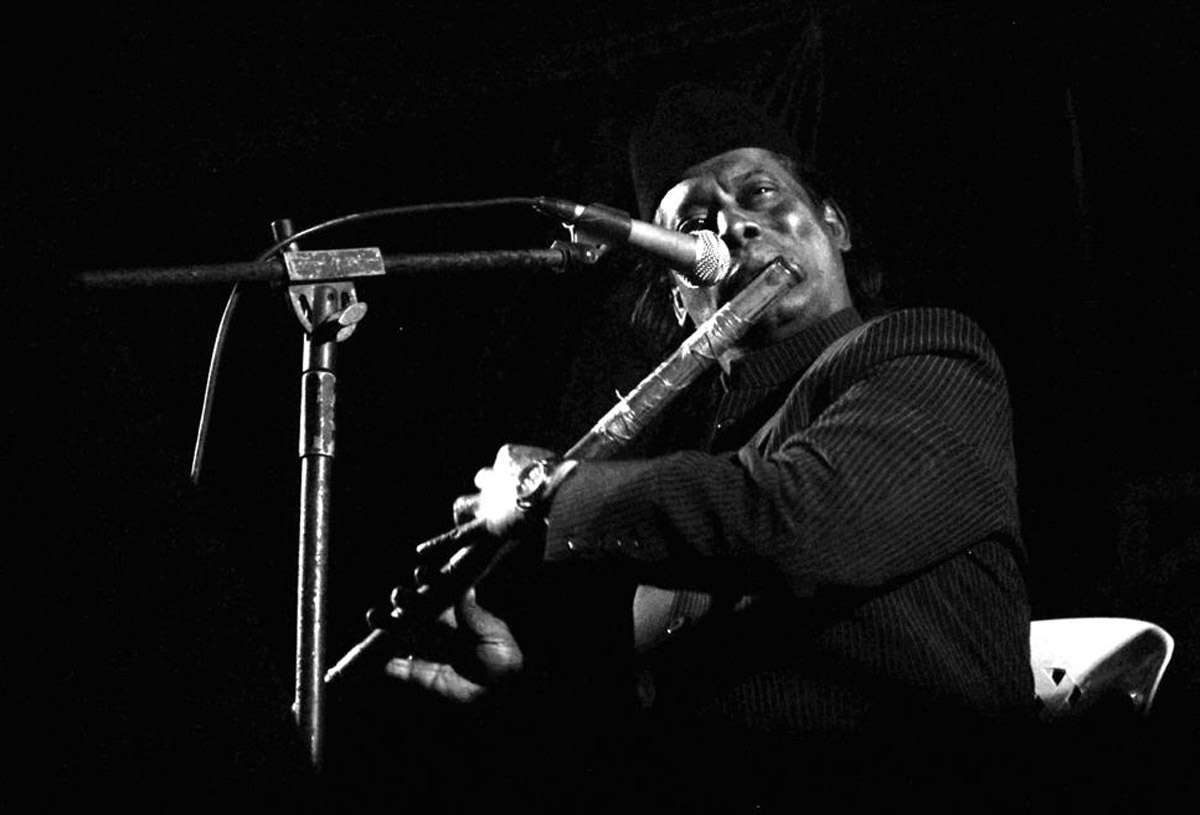
Бари Сиддики

- Баралья, Туллио (83) — итальянский спортсмен по гребле на байдарках и каноэ в составе экипажа четвёрки, серебряный призёр летних Олимпийских игр в Риме (1960), бронзовый призёр летних Олимпийских игр в Мехико (1968)[72].
- Волков, Николай Тимофеевич (65) — российский военный деятель, генерал-майор, начальник Костромского высшего военного командного училища химической защиты[73].
- Годовиков, Николай Львович (67) — советский и российский актёр[74].
- Кондратенко, Николай Александрович (87) — советский и российский журналист, корреспондент ТАСС в Санкт-Петербурге[75].
- Крид, Донал (93) — ирландский политический деятель, депутат Европейского парламента (1973—1977)[76].
- Кузовков, Петр Иванович (88) — советский военачальник, генерал-майор в отставке, участник ликвидации последствий аварии на Чернобыльской АЭС [?].
- Нуралиев, Шухрат (37) — узбекский актёр-комик и режиссёр[77].
- Попеску, Стела (81) — румынская актриса[78].
- Ривьер, Осборн (85) — доминикский государственный деятель, и. о. премьер-министра Доминики (2004), министр иностранных дел (2001—2005)[79].
- Сиддики, Бари (63) — бангладешский певец[80].
- Титов, Анатолий Владимирович (59) — советский и российский художник, председатель Союза художников Карелии (с 2007 года)[81].
- Харви, Энтони (86) — британский монтажёр и кинорежиссёр[82].
- Чжан Ян (66) — китайский военачальник, генерал-полковник КНР (2010), член Центрального Военного Совета Китая КНР (2012—2017)[83].

## 22 ноября

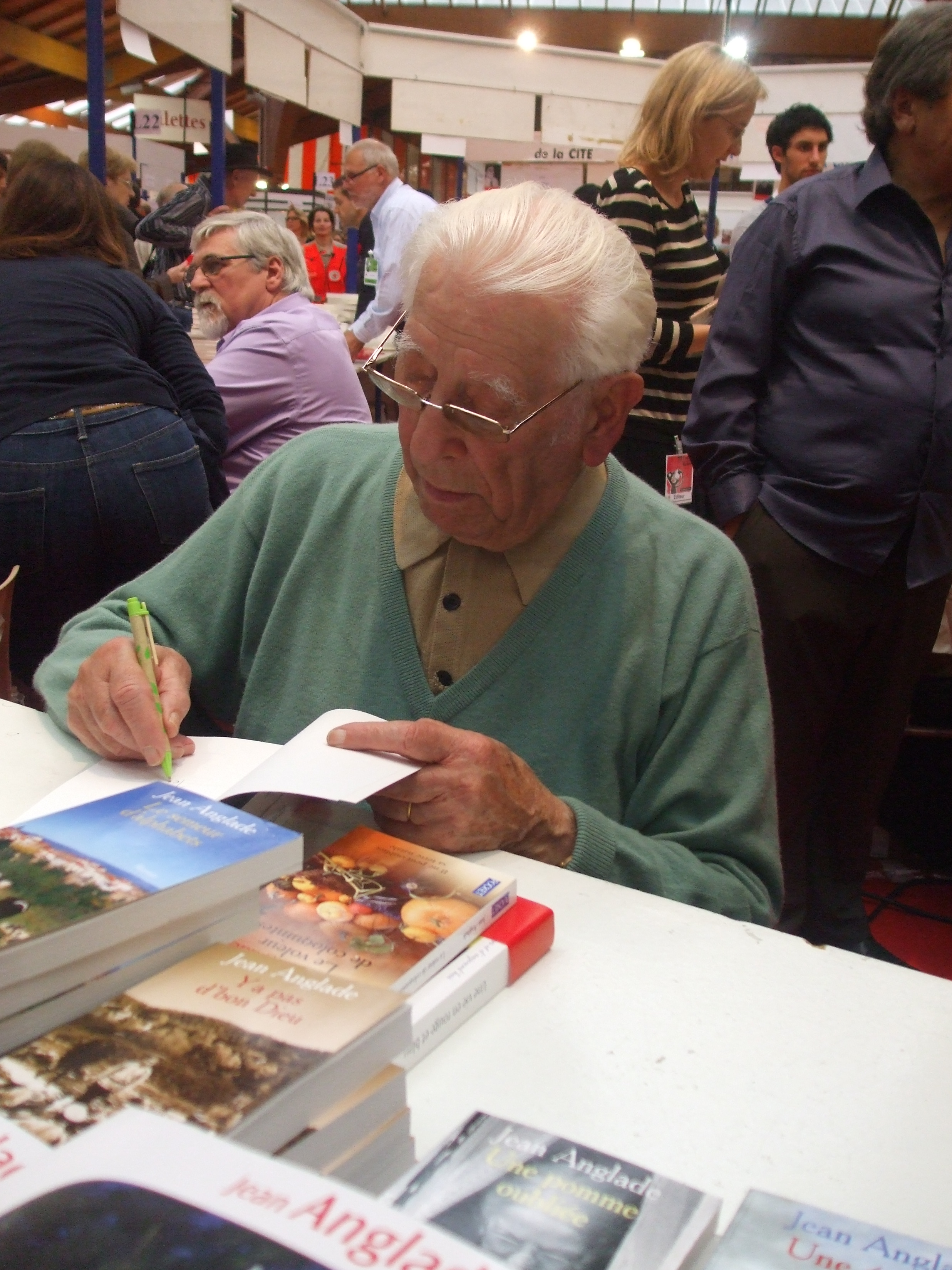
Жан Англанд

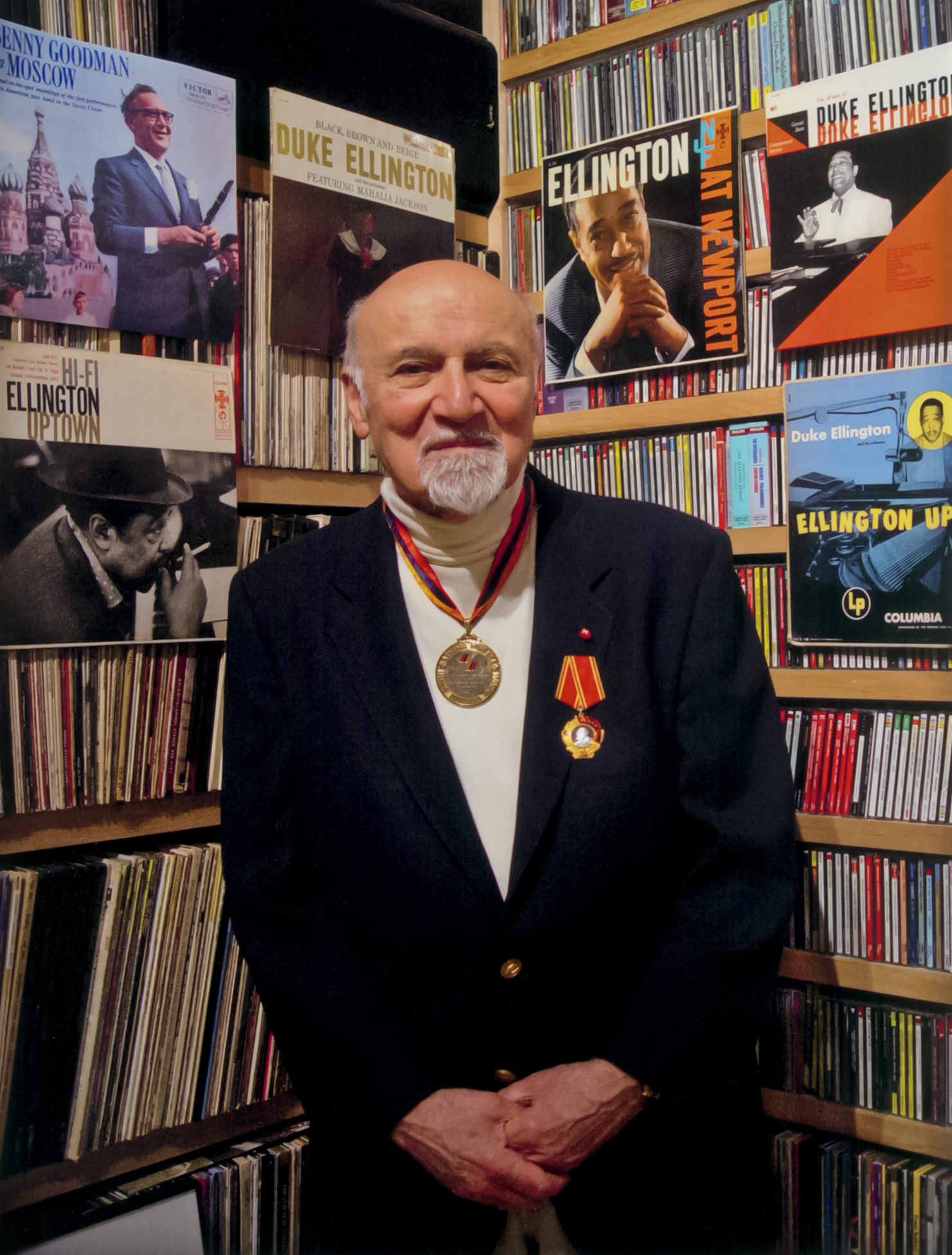
Джордж Авакян

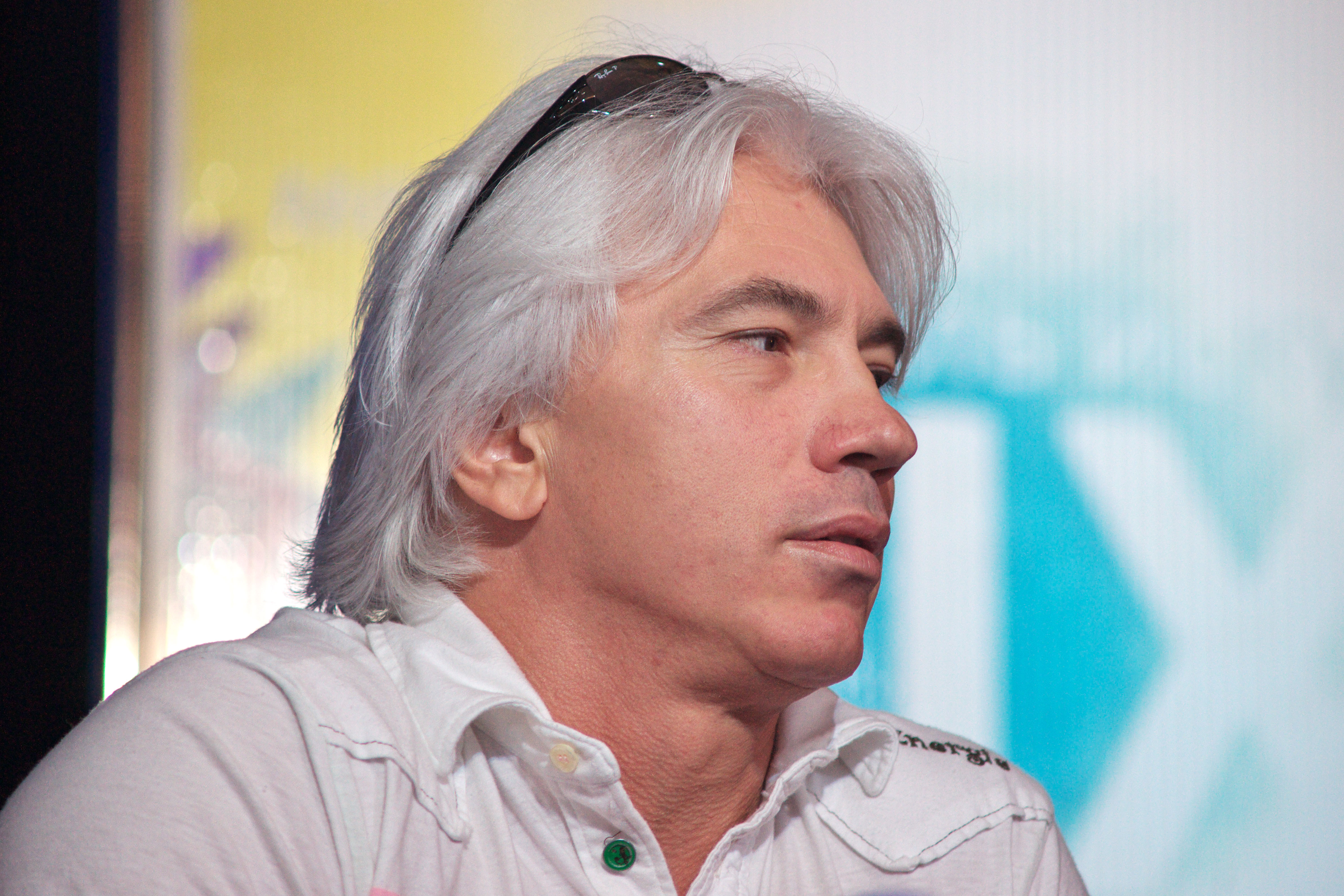
Дмитрий Хворостовский

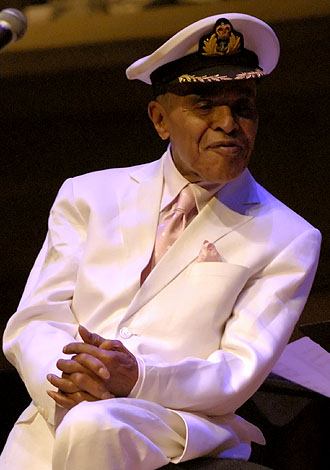
Джон Хендрикс

- Авакян, Джордж (98) — американский продюсер армянского происхождения, выпустивший первые в мире долгоиграющие пластинки[84].
- Англад, Жан (102) — французский писатель[85].
- Бейкер, Норман (88) — американский мореплаватель, лётчик и писатель, участник экспедиций Тура Хейердала на лодках «Ра», «Ра-2», «Тигрис»; авиакатастрофа[86].
- Гурский, Анджей (97) — польский химик[87].
- Джонс, Боби (88) — британский писатель[88].
- Кин, Том (59) — американский певец и автор песен[89].
- Котс, Джон (79) — американский джазовый пианист[90].
- Лупан, Ион (65) — молдавский хирург-стоматолог, действительный член Национальной академии наук Республики Молдова[91].
- Луттроп, Отто (78) — западногерманский футболист («Мюнхен 1860») и тренер, чемпион ФРГ (1965—1966)[92].
- Маурас, Хуан, Луис (95) — чилийский политический деятель, президент Сената (1956), президент Палаты депутатов Чили (1958)[93].
- Малаховский, Евгений Иванович (91) — советский и российский учёный и краевед; доктор технических наук, академик Академии связи Украины.
- Седельников, Пётр Иванович (95) — участник Великой Отечественной войны, лётчик, Герой Советского Союза (1945)[94].
- Сидоренко, Сергей Павлович (70) — советский легкоатлет, мастер спорта СССР по лёгкой атлетике (тройной прыжок), заслуженный тренер РСФСР [?].
- Пхукан, Биджу (70) — индийский актёр[95].
- Фон, Мона (83) — китайский продюсер[96].
- Хворостовский, Дмитрий Александрович (55) — советский и российский оперный певец, лауреат Государственной премии РСФСР имени М. И. Глинки, народный артист Российской Федерации (1995)[97].
- Хендрикс, Джон (96) — американский певец и поэт-песенник[98].
- Холлаи, Имре (92) — венгерский дипломат, заместитель министра иностранных дел ВНР (1970—1974 и 1980—1984). Председатель Генеральной Ассамблеи ООН (1982—1983)[99].
- Шилова, Людмила Васильевна (73) — советский и российский музейный работник, директор государственного историко-архитектурного и этнографического музея-заповедника «Кижи» (1979—1984) (Республика Карелия), заслуженный работник культуры Российской Федерации (2005)[100].

## 21 ноября

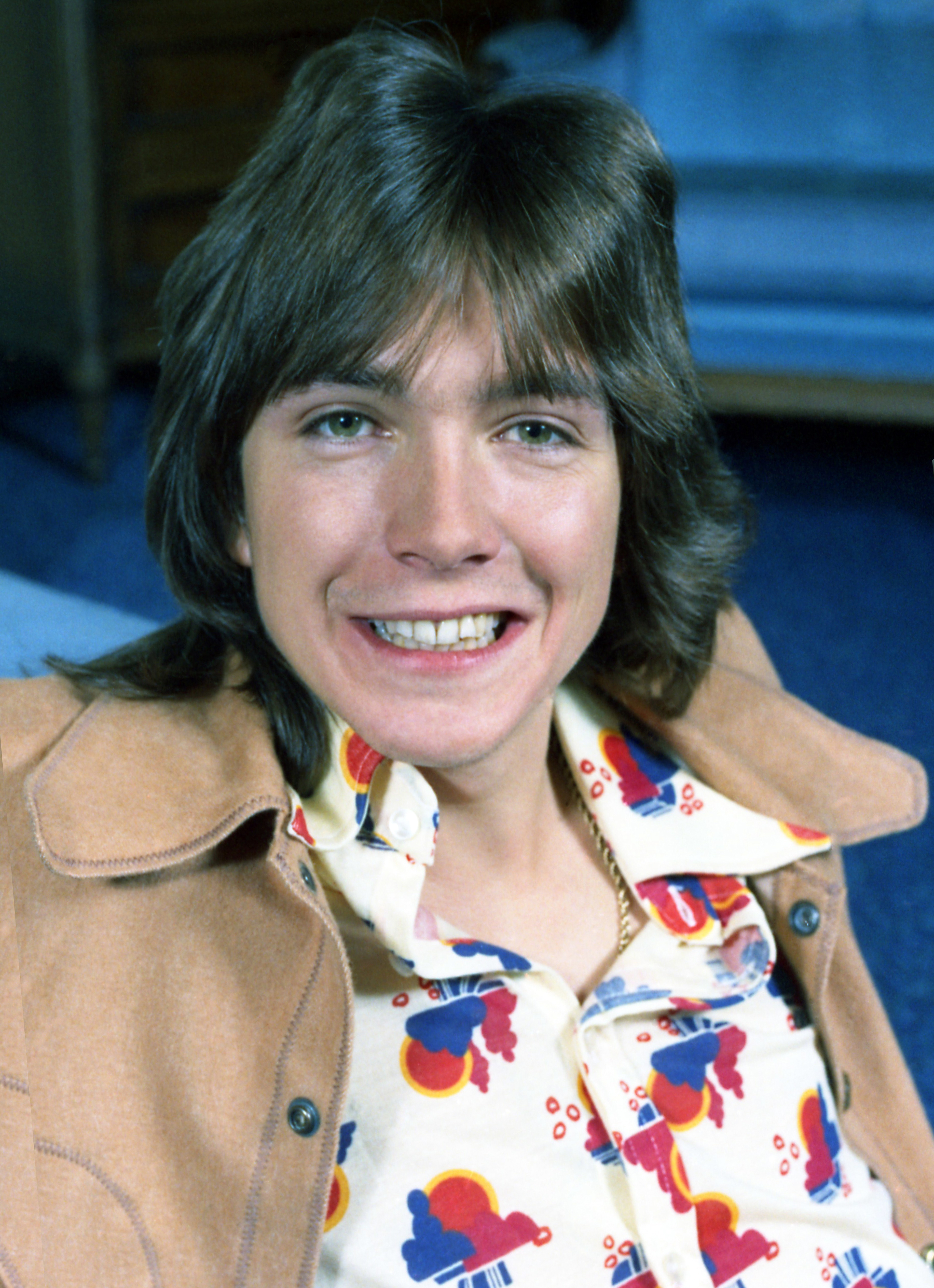
Дэвид Кэссиди

- Бельмондо, Базз (70) — американский актёр[101].
- Берлинг, Петер (83) — немецкий киноактёр, писатель и кинопродюсер[102].
- Бьюз, Родни (79) — британский актёр[103].
- Гаристо, Луис (71) — уругвайский футболист, игрок национальной сборной, участник чемпионата мира (1974)[104].
- Косман, Милен (96) — британская художница германского происхождения[105].
- Кохрэн, Уэйн (78) — американский певец[106].
- Кэссиди, Дэвид (67) — американский актёр и певец[107].
- Орехова, Веооника Паповна (88) — советский и российский художник-керамист, народный художник Российской Федерации (2006), почётный член РАХ (2016)[108].
- Савитахунов, Алымбек Савитахунович (88) — советский и киргизский государственный и партийный деятель, первый секретарь Нарынского обкома КПСС (1975—1980), министр сельского хозяйства Киргизской ССР (1980—1985)[109].
- Сотиров, Стефан (81) — болгарский театральный актёр, артист Шуменского кукольно-драматического театра имени Васила Друмева, кавалер ордена Кирилла и Мефодия[110].
- Филонов, Георгий Николаевич (95) — советский и российский педагог, академик РАО (1993; академик АПН СССР с 1982), доктор философских наук, профессор, участник Великой Отечественной войны, публицист[111].
- Шибнев, Юрий Борисович (65) — советский и российский фотограф-анималист (похороны состоялись в этот день)[112].
- Юо, Валентен (88) — французский велогонщик, чемпион Франции (1957, 1958)[113].

## 20 ноября

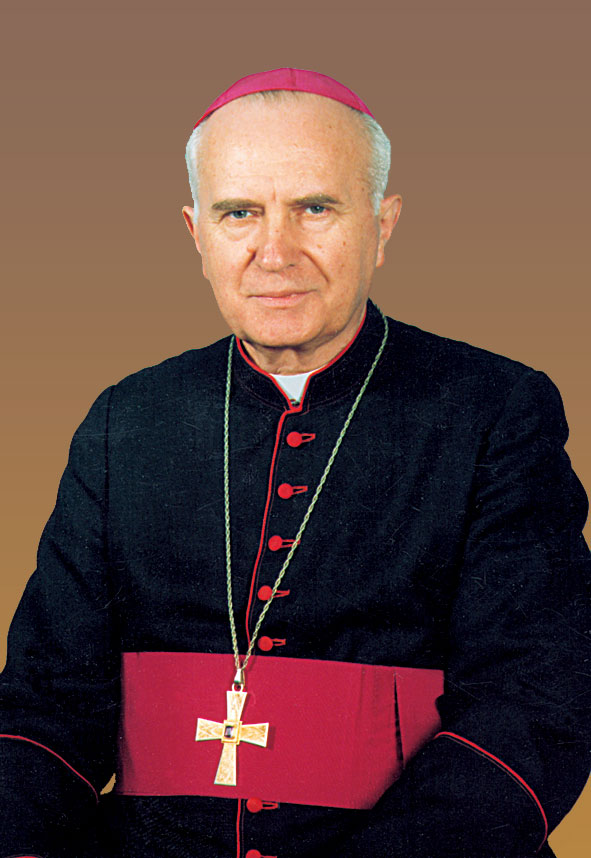
Иштван Конкой

- Вуйчик, Януш (64) — польский футболист и тренер, тренер национальной футбольной сборной Республики Польша[114].
- Гордон, Джон (92) — британский писатель[115].
- Дасмунси, Прайя Ранджан (72) — индийский государственный деятель, министр информации и радиовещания (2004—2008)[116].
- Конкой, Иштван (87) — венгерский католический прелат, епископ Сомбатхея (1987—2006)[117].
- Кривицкий, Борис Хацкелевич (97) — советский и российский учёный и педагог.
- Мартинес, Виктор Иполито (92) — аргентинский государственный деятель, вице-президент Аргентины (1983—1989)[118].
- Облов, Александр Степанович (82) — советский и российский дипломат, Чрезвычайный и Полномочный Посол Российской Федерации в Государстве Эритрея (1999—2004)[119].
- Ступников, Василий Михайлович (88) — советский и российский учёный, ректор Благовещенского государственного педагогического университета (1987—1999)[120].
- Уокер, Алан (79) — американский антрополог, автор находки «чёрного черепа»[121].
- Хелиль, Исмаил (85) — тунисский дипломат и государственный деятель, министр иностранных дел Туниса (1990)[122].

## 19 ноября

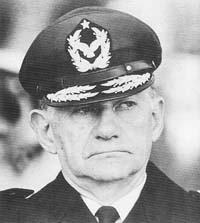
Фернандо Маттеи

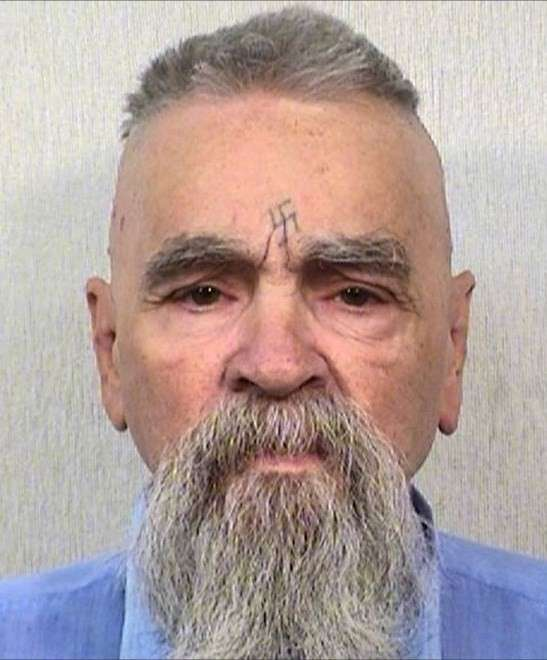
Чарльз Мэнсон

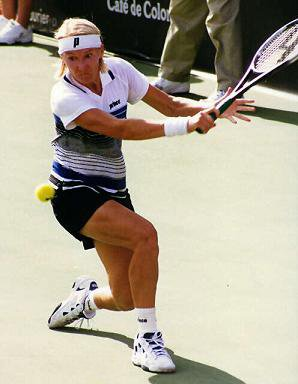
Яна Новотна

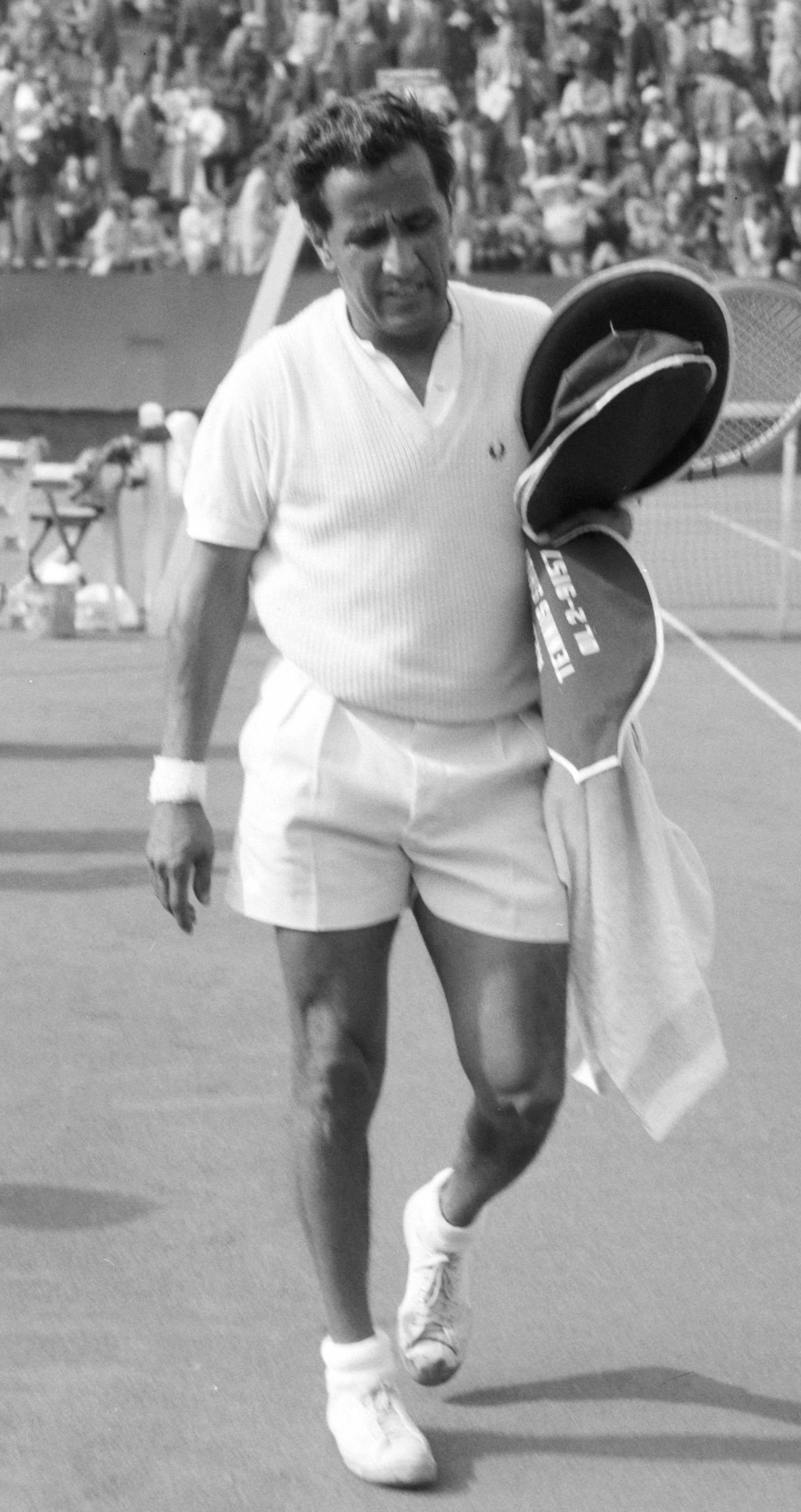
Панчо Сегура

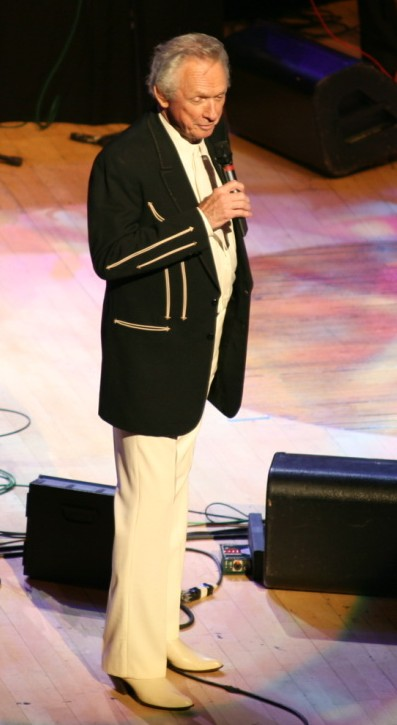
Мел Тиллис

- Баэс, Клаудио (69) — мексиканский актёр[123].
- Кордеро Ланца ди Монтедземоло, Андреа (92) — итальянский кардинал и ватиканский дипломат, апостольский нунций в Италии и Сан-Марино (1998—2001), кардинал-священник с титулом церкви pro hac vice Санта-Мария-ин-Портика-Кампителли (с 2016)[124].
- Маттеи, Фернандо (92) — чилийский военный и государственный деятель, главнокомандующий ВВС, член правительственной хунты (1978—1991)[125].
- Мэнсон, Чарльз (83) — американский серийный убийца[126].
- Новотна, Яна (49) — чешская теннисистка, чемпионка Уимблдонского турнира, трёхкратный призёр Олимпийских игр[127].
- Попов, Василий Фёдорович (86) — советский военачальник, начальник Главного автомобильного управления Министерства обороны СССР (1989—1991), генерал-полковник (1990)[128].
- Делла Риз (86) — американская актриса и певица[129].
- Свириденко, Александр Александрович (65) — украинский тренер по лёгкой атлетике, заслуженный тренер Украины[130].
- Сегура, Панчо (96) — эквадорский и американский профессиональный теннисист и теннисный тренер, трижды подряд выигрывавший чемпионат США в одиночном разряде[131].
- Семёнова, Галина Владимировна (80) — советский журналист и партийный деятель, член Политбюро и секретарь ЦК КПСС (1990—1991)[132].
- Скворцов, Александр Сергеевич (69) — российский военачальник, заместитель Начальника Генерального штаба ВС РФ (1999—2008), генерал-полковник (2000)[133].
- Тиллис, Мел (85) — американский певец в стиле фолк и кантри[134].
- Эквуем, Алекс Ифиниичукву (85) — нигерийский государственный деятель, вице-президент Нигерии (1979—1983)[135].

## 18 ноября

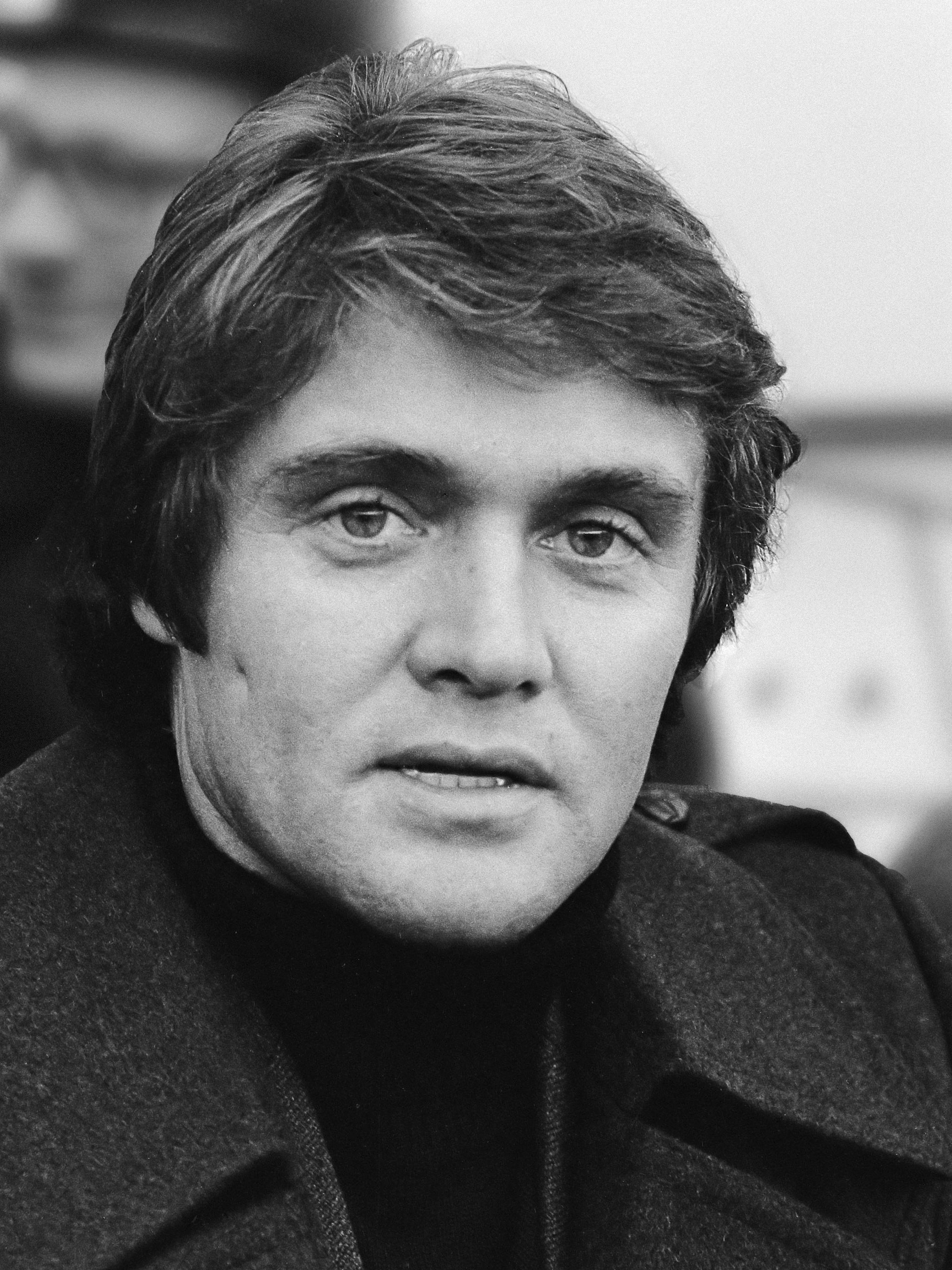
Фридель Рауш

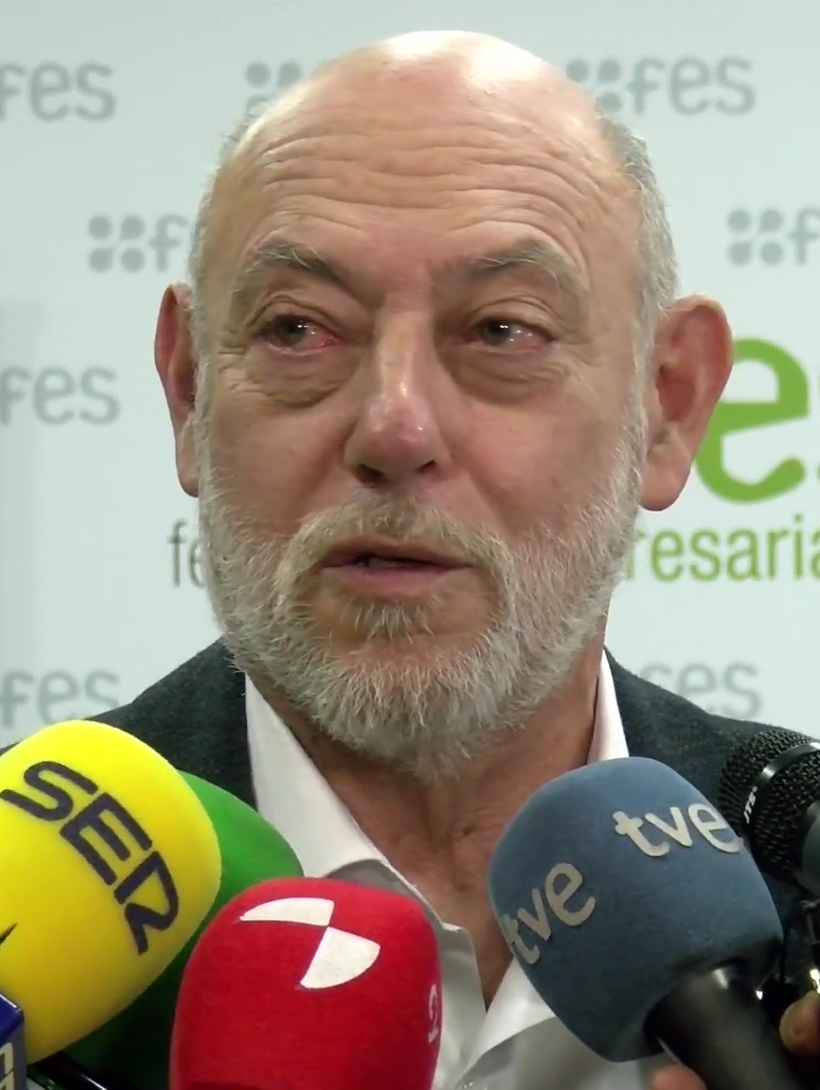
Хосе Мануэль Маса

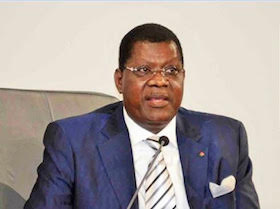
Юсуф Уэдраого

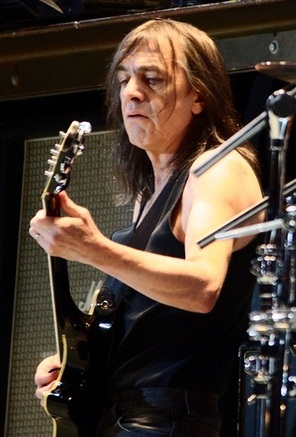
Малькольм Янг

- Алайя, Аззедин (77) — французский дизайнер-модельер тунисского происхождения[136].
- Дончик, Виталий Григорьевич (85) — украинский литературовед, литературный критик, академик НАНУ (2006)[137].
- Кафатос, Фотис (77) — греческий биолог, пионер в области молекулярного клонирования и геномики[138].
- Маса, Хосе Мануэль (66) — испанский юрист, генеральный прокурор Испании (с 2016 года)[139].
- Пилипюк, Василий Васильевич (67) — украинский фотохудожник, заслуженный деятель искусств Украины (1998), лауреат Национальной премии Украины имени Тараса Шевченко (1993)[140].
- Райли, Бен (84) — американский музыкант[141].
- Рауш, Фридель (77) — немецкий футболист («Шальке 04») и футбольный тренер[142] .
- Ролтон, Джиллиан (61) — австралийская спортсменка в конном спорте, двукратная олимпийская чемпионка: на летних Олимпийских играх в Барселоне (1992) и летних Олимпийских играх в Атланте (1996)[143].
- Сулейманоглу, Наим (50) — болгарский, затем турецкий тяжелоатлет, трёхкратный олимпийский чемпион: в Сеуле (1988), в Барселоне (1992) и в Атланте (1996), семикратный чемпион мира[144].
- Уэдраого, Юсуф (64) — буркинийский государственный деятель, премьер-министр Буркина-Фасо (1992—1994), министр иностранных дел (1999—2007)[145].
- Янг, Малькольм (64) — рок-музыкант, один из основателей и ритм-гитарист австралийской рок-группы AC/DC[146].

## 17 ноября
- Вольф, Рикард (59) — шведский актёр театра и кино и певец[147].
- Кукк, Эрих Готтхардович (89) — эстонский и советский эколог, фиколог; лауреат премии Академии наук Эстонской ССР (1982) et:Erich Kukk.
- Миронович, Владимир Валерьевич (61) — белорусский дипломат, генеральный консул Беларуси в Турции (с 2016)[148] Архивная копия от 18 ноября 2017 на Wayback Machine.
- Риина, Сальваторе (87) — итальянский сицилийский преступник-рецидивист, бывший глава преступной организации Коза Ностра, «босс боссов»[149].
- Сальников, Александр Петрович (68) — советский баскетболист, чемпион мира (1974), чемпион Европы (1979, 1981), бронзовый призёр летних Олимпийских игр (1976, 1980), заслуженный мастер спорта СССР (1974)[150].
- Халайчев, Евгений Георгиевич (66) — российский военачальник, начальник Севастопольского гарнизона Черноморского флота РФ (2001—2008), контр-адмирал[151].

## 16 ноября
- Бабаков, Михаил Дмитриевич (89) — советский и российский баскетболист, тренер и судья республиканской категории по баскетболу, чемпион Европы, заслуженный работник культуры РСФСР[152].
- Данек, Ваби (Станислав Данек; 70) — чешский бард, автор песен[153].
- Джадзотто, Адальберто (77) — итальянский физик, исследователь гравитационных волн, «отец» эксперимента Virgo, сын Ремо Джадзотто[154].
- Ирш, Робер (92) — французский актёр театра и кино, лауреат премии «Сезар» за лучшую мужскую роль второго плана (1990)[155].
- Каспшик, Марек (66) — польский легкоатлет (спортивная ходьба) и тренер[156].
- Маттиоли, Джанлука (50) — итальянский баскетбольный арбитр[157].
- Пурсаттар, Мухаммад (78) — иранский актёр[158].
- Уэджуорт, Энн (83) — американская актриса[159].
- Файф, Уоллес (88) — австралийский политический и государственный деятель, министр образования (1979—1982), министр авиации (1982—1983)[160].
- Цуру, Хироми (57) — японская сэйю[161].
- Червино, Камило (91) — аргентинский футболист («Индепендьенте»), чемпион Аргентины (1948)[162]
- Чумейко, Игорь Иванович (63) — советский и российский футболист и спортивный менеджер, директор футбольного клуба «Газовик» (Оренбург), мастер спорта СССР[163].
- Шевчук, Валентин Адольфович (81) — советский и российский тренер по спортивной гимнастике, заслуженный тренер Российской Федерации[164].
- Яндемиров, Валерий Петрович (54) — российский шахматист, гроссмейстер[165].

## 15 ноября

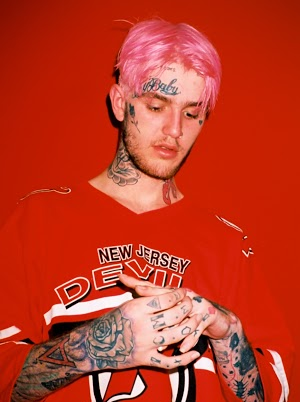
Lil Peep

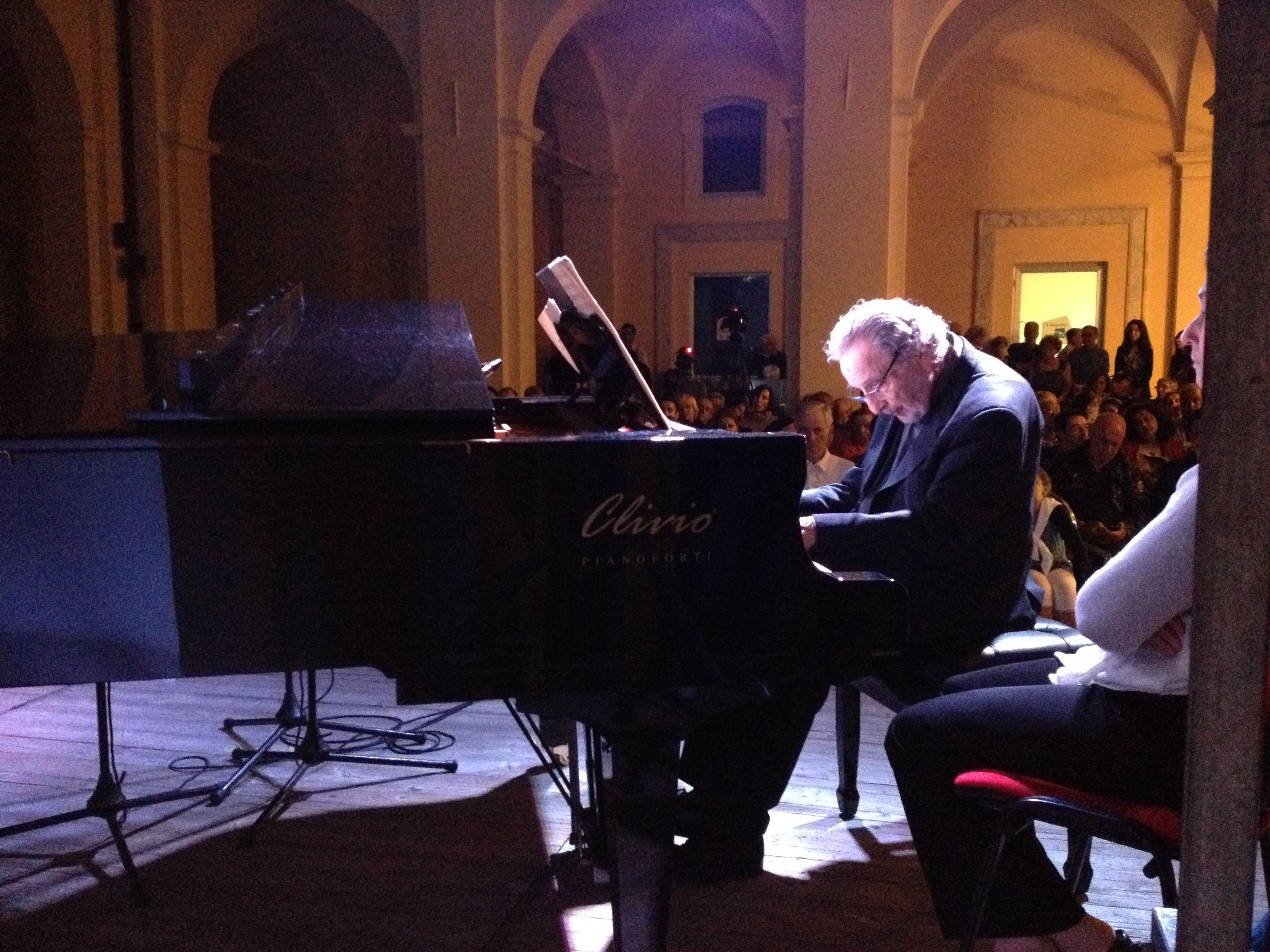
Луис Энрикес Бакалов

- Бакалов, Луис Энрикес (84) — аргентинский и итальянский композитор, лауреат премии «Оскар» за лучшую музыку к фильму (1996)[166].
- Барклем, Джилл (66) — британская детская писательница и иллюстратор[167].
- Баррон, Кит (83) — британский актёр[168].
- Ванек, Ярослав (87) — чешский экономист cs:Jaroslav Vaněk.
- Заботин, Дмитрий Ильич (98) — советский и российский передовик сельского хозяйства, мастер машинного доения совхоза «Шуйский» Ивановской области, участник Великой Отечественной войны, Герой Социалистического Труда (1961), муж Героя Социалистического Труда Зинаиды Заботиной[169].
- Крайцберг, Франс (96) — бразильский художник и скульптор, участник Второй мировой войны, выпускник Ленинградского государственного университета[170].
- Нараян, Кунвар (90) — индийский поэт[171].
- Ндикумана, Хамад (39) — руандийский футболист[172].
- Сухолинская-Местечкина, Людмила Марковна (88) — советская и российская театральная актриса, артистка МХТ имени А. П. Чехова, заслуженная артистка РСФСР (1969), дочь Марка Местечкина[173].
- Эритье, Франсуаза (84) — французский антрополог, этнолог и феминистка[174].
- Lil Peep (21) — американский рэпер; передозировка[175].

## 14 ноября

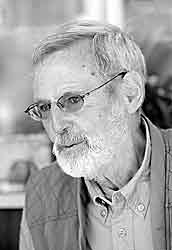
Вольфганг Шрайер

- Акиньхов, Геннадий Александрович (87) — советский и российский писатель и журналист, заслуженный работник культуры Российской Федерации[176].
- Барамыков, Владимир Валентинович (68) — советский и узбекский композитор и звукорежиссёр, основатель ВИА «Садо»[177].
- Бонди, Рут (94) — израильская писательница и журналистка, свидетель Холокоста[178].
- Земме, Ульрике (61) — австрийский драматург и литературная переводчица[179].
- Зиман, Нэнси (64) — американский дизайнер и писательница[180].
- Золотарёв, Владимир Иванович (81) — советский и российский государственный, партийный и общественный деятель, депутат Верховного Совета РСФСР, первый секретарь Куйбышевского горкома КПСС (1984—1991)[181].
- Иоселиани, Павел Николаевич (97) — советский спортсмен и тренер, тренер сборной СССР по плаванию (1965—1987), заслуженный тренер СССР, участник Великой Отечественной войны[182].
- Магомедов, Джамбулат Магомедович (67) — советский и российский дагестанский поэт, журналист и литературный переводчик, заслуженный работник культуры Республики Дагестан[183].
- Рейнхардт, Уве (80) — канадский и американский экономист[184].
- Шаповалов, Виталий Владимирович (78) — советский и российский актёр театра и кино, народный артист РСФСР (1990)[185].
- Шиляев, Валерий Иванович (69) — советский и российский художник-маринист[186].
- Шмиц, Йемпи (85) — люксембургский велогонщик, серебряный призёр чемпионата мира (1955)[187].
- Шрайер, Вольфганг (89) — немецкий писатель и сценарист, лауреат премии Генриха Манна[188].
- Шьяма (82) — индийская актриса[189].
- Яатинен, Тойво (91) — финский скульптор-медальер[190].

## 13 ноября

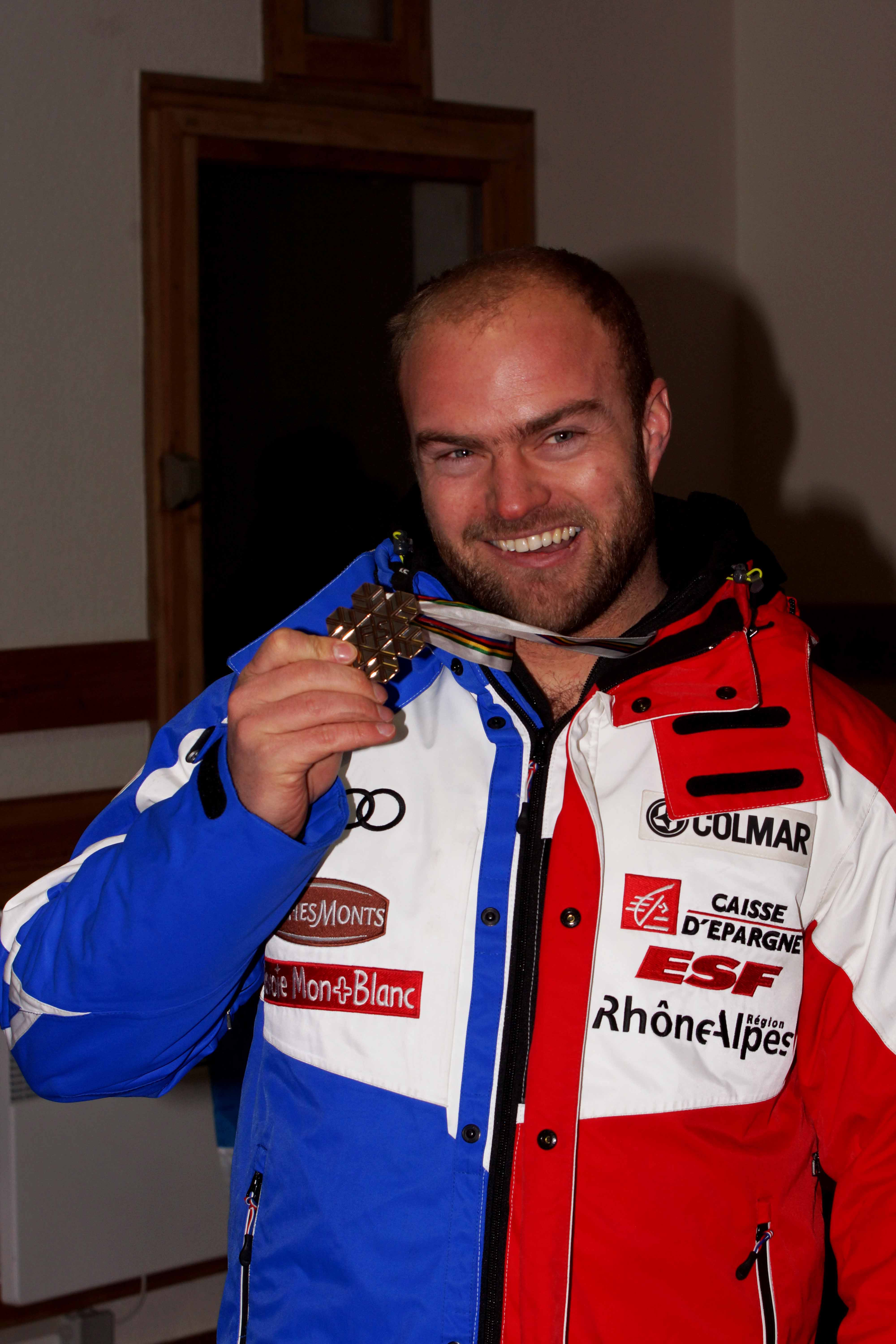
Давид Пуассон

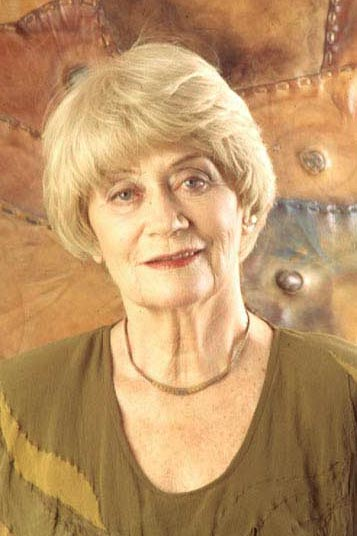
Алина Яновская

- Вернасса, Сантьяго (89) — аргентинский футболист, чемпион Южной Америки (1955), четырёхкратный чемпион Аргентины (1952, 1953, 1955, 1956)[191].
- Имберт, Питер (84) — лорд-лейтенант Большого Лондона (1998—2008)[192].
- Крушельницкая, Лариса Ивановна (88) — советский и украинский археолог, доктор исторических наук, библиотековед[193].
- Ладодо, Калерия Сергеевна (93) — советский и российский врач-педиатр, детский диетолог, доктор медицинских наук[194].
- Магомедов, Бадрутдин Магомедович (74) — советский и российский дагестанский поэт и литературный переводчик[195].
- Михалёв, Анатолий Андреевич (74) — российский учёный в области развития аграрного сектора экономики и государственный деятель, академик РАН (2013; академик РАСХН с 2005)[196].
- Подольный, Исаак Абрамович (88) — советский и российский писатель, фотокорреспондент, краевед и преподаватель, почётный житель Вологды (2017)[197].
- Полачек, Франтишек (77) — чешский боксёр, участник Летних Олимпийских игр в Токио 1964 года[198].
- Пуассон, Давид (35) — французский горнолыжник, участник Зимних Олимпийских игр в Ванкувере (2010) и Сочи (2014); погиб[199].
- Хаднер, Томас (93) — американский лётчик, кавалер медали Почёта (1951)[200].
- Холоп, Миклош (92) — венгерский ватерполист, серебряный призёр летних Олимпийских игр в Лондоне (1948)[201].
- Яновская, Алина (94) — польская актриса, участница Варшавского восстания[202].

## 12 ноября

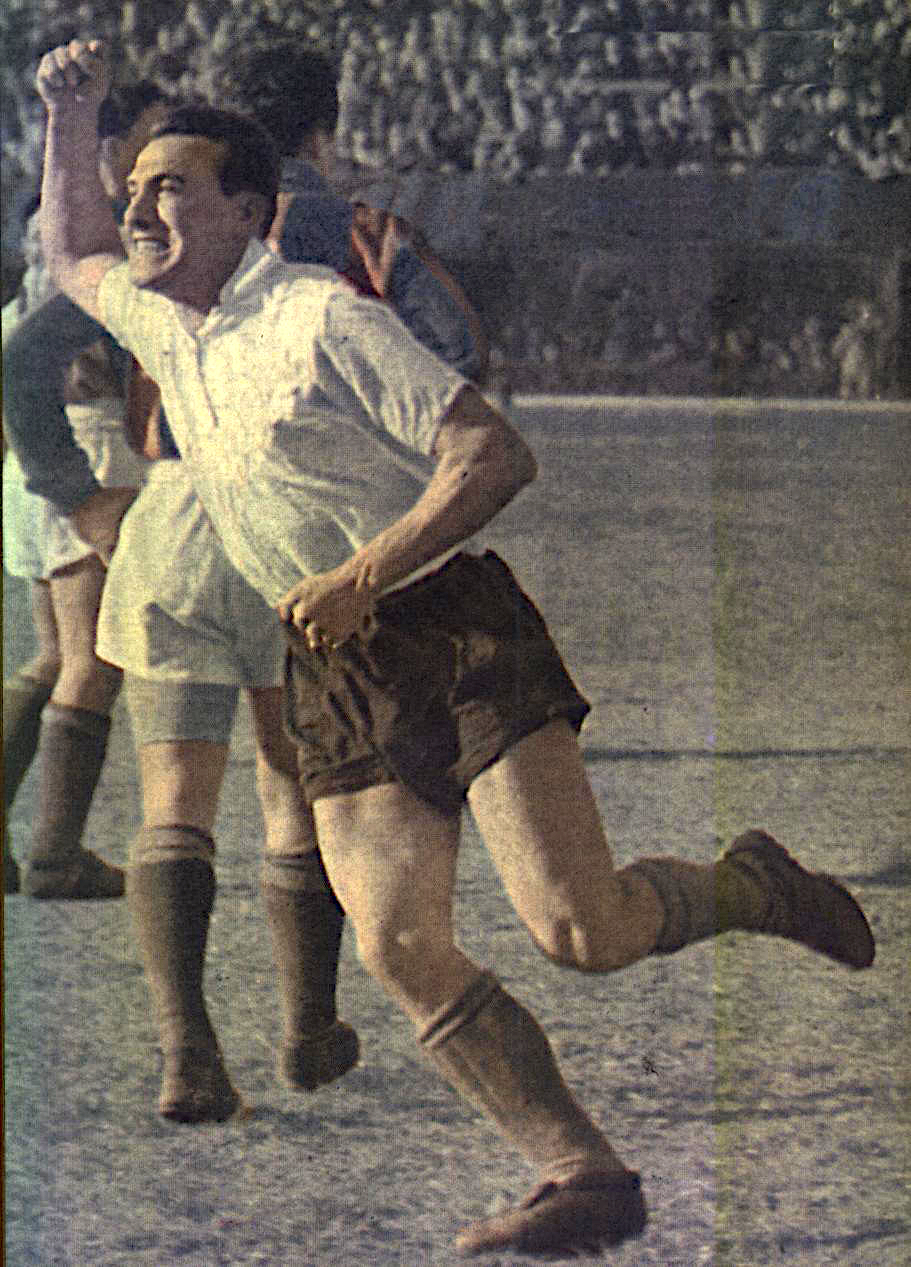
Сантьяго Вернаса

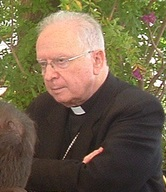
Бернар-Луи-Огюст-Поль Панафьё

- Велдкамп, Ян Фредерик (76) — нидерландский ботаник[203].
- Вельяминова, Вера Николаевна (91) — советская и российская актриса, артистка Александринского театра, заслуженная артистка РСФСР (1982)[204].
- Власов, Станислав Константинович (84) — советский и российский артист балета и хореограф, солист балета и балетмейстер Государственного академического Большого театра СССР (1951—1971), муж балерин Людмилы Богомоловой, Людмилы Власовой и Лилии Сабитовой[205].
- Джеффри Александр Роули-Конуи, 9-й барон Лэнгфорд (105) — английский пэр, барон Лэнгфорд (с 1953 года)[206].
- Лесков, Александр Михайлович (84) — советский и российский археолог, доктор исторических наук, профессор[207].
- Панафьё, Бернар-Луи-Огюст-Поль (86) — французский кардинал, архиепископ Марселя (1995—2006)[208].
- Ралите, Джек (89) — французский государственный деятель, министр здравоохранения (1981—1983), министр по делам занятости (1983—1984)[209].
- Синельников, Андрей Зиновьевич (65) — российский писатель, историк, экономист, геолог и кинодокументалист[210].
- Чолпонбаев, Улан Сапарбекович (40) — киргизский политический деятель, депутат Жогорку Кенеша[211].
- Шапюи, Мишель (87) — французский органист[212].

## 11 ноября

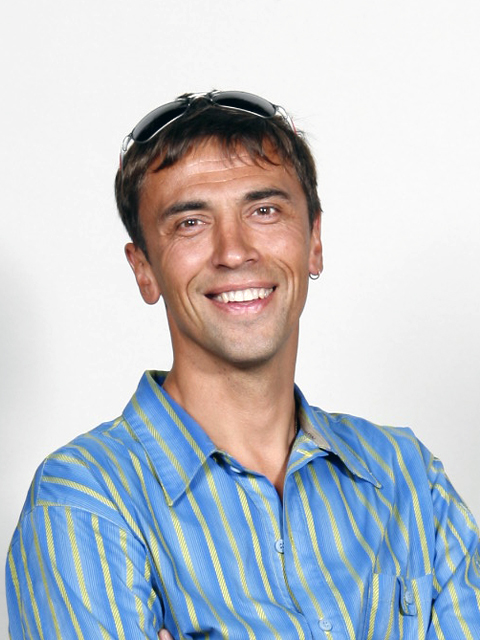
Валерий Розов

- Биста, Кирти Нидхи (90) — непальский государственный деятель, премьер-министр Непала (1969—1970, 1971—1973, 1977—1979)[213].
- Боус, Вану (52) — американский инженер, разработчик новых радиотехнологий[214].
- Дуэньяс, Мария Эухения (50) — мексиканская актриса, режиссёр и продюсер; ДТП[215].
- Исабаев, Слям Алауханович (80) — советский и казахстанский деятель органов внутренних дел, начальник УВД Алма-Атинской области (1985—1990), заместитель министра внутренних дел Казахстана (1993—1994), генерал-майор милиции (1988)[216].
- Де ла Кальсада, Чикито (85) — испанский певец и актёр[217].
- Кроуфорд, Флойд (88) — канадский хоккеист, чемпион мирового первенства в Праге (1959)[218].
- Ноткин, Борис Исаевич (75) — советский и российский телеведущий, член Академии российского телевидения; самоубийство[219].
- Рейес Рубио, Клаудио (41) — мексиканский продюсер и режиссёр; ДТП[220].
- Розов, Валерий Владимирович (52) — советский и российский альпинист, скайсёрфер и бейсджампер; погиб[221].
- Слюсарь, Альберт Евдокимович (78) — советский и российский военный деятель, начальник Рязанского высшего воздушно-десантного командного училища (1984—1995), Герой Советского Союза (1983), генерал-лейтенант (1988)[222].

## 10 ноября

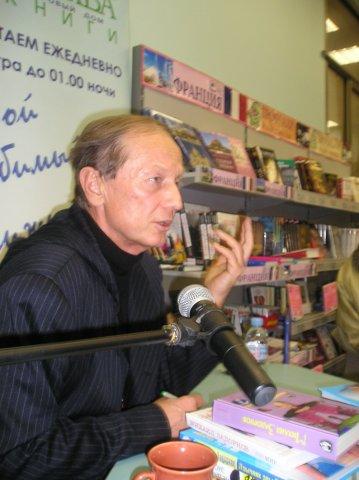
Михаил Задорнов

- Аллилуев, Сергей Павлович (89) — советский и российский физик, доктор физико-математических наук, заслуженный профессор МФТИ, племянник Надежды Аллилуевой[223].
- Бандейра, Монис (81) — бразильский писатель, поэт, политолог и историк[224].
- Задорнов, Михаил Николаевич (69) — советский и российский писатель-сатирик и юморист, сын писателя Николая Задорнова[225].
- Заяшников, Евгений Николаевич (72) — российский государственный деятель, член Совета Федерации (2001—2003), депутат Государственной Думы (2003—2007), депутат Ярославской областной Думы (1994—2000 и c 2013)[226].
- Кабрита, Марсия (53) — бразильская актриса[227].
- Колесник, Михаил Васильевич (62) — советский и российский художник, заслуженный художник Российской Федерации[228].
- Корсаро, Фрэнк (92) — американский режиссёр и актёр[229].
- Лавлок, Рэй (67) — итальянский актёр[230].
- Литасова, Елена Евгеньевна (86) — советский и российский кардиохирург, член-корреспондент РАН (2014, член-корреспондент АМН СССР с 1986), заслуженный деятель науки РФ (1994), жена Евгения Мешалкина[231].
- Тертычный, Иван Алексеевич (64) — советский и российский поэт, муж детской писательницы Светланы Вьюгиной, брат Александра Тертычного[232].
- Экштайн, Бернхард (82) — восточногерманский велогонщик, победитель чемпионата мира по шоссейным велогонкам в ГДР (1960)[233].
- Юсфин, Фред Павлович (88) — советский и российский общественный деятель, первостроитель Братской ГЭС, лауреат премии Ленинского комсомола, почётный гражданин Братска[234].

## 9 ноября

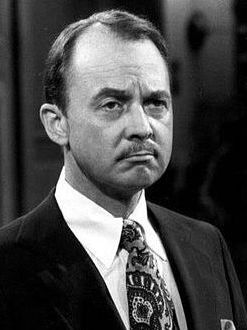
Джон Хиллерман

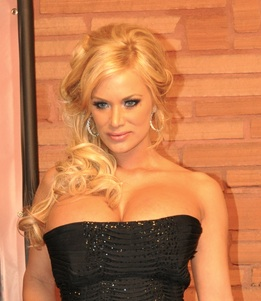
Шайла Стайлз

- Бен Абдалла, Джелляль (96) — тунисский художник[235].
- Бергет, Грета (63) — норвежский государственный деятель, министр по делам детей и семьи (1991—1996)[236].
- Вергопулос, Костас (76) — греческий экономист[237].
- Вермёлен, Ханс (70) — нидерландский певец, композитор и музыкант[238].
- Джойо, Мухаммед Ибрагим (102) — пакистанский писатель[239].
- Доненбаева, Камшат Байгазиновна (74) — советский и казахстанский передовик сельского хозяйства и общественный деятель, Герой Социалистического Труда (1975), лауреат Государственной премии СССР[240].
- Игнатий (Манделидис) (87) — епископ Александрийской православной церкви, митрополит Центральноафриканский (2003—2010)[241].
- Коул, Фред (69) — американский певец и гитарист[242].
- Лубовский, Владимир Иванович (93) — советский и российский психолог, академик РАО (1993; академик АПН СССР с 1989), участник Великой Отечественной войны[243].
- Мосли, Чак (57) — американский певец (Faith No More) и автор песен[244].
- Слэдки, Джеймс (70) — американский фигурист, четырёхкратный призёр чемпионатов мира в танцах на льду (1969, 1970, 1971, 1972)[245] Архивная копия от 13 июня 2018 на Wayback Machine.
- Тумасов, Борис Евгеньевич (91) — советский и российский писатель, педагог, историк, участник Великой Отечественной войны[246].
- Хиллерман, Джон (84) — американский актёр, лауреат премии «Золотой глобус» (1981)[247].
- Шайла Стайлз (35) — канадская порноактриса[248].

## 8 ноября

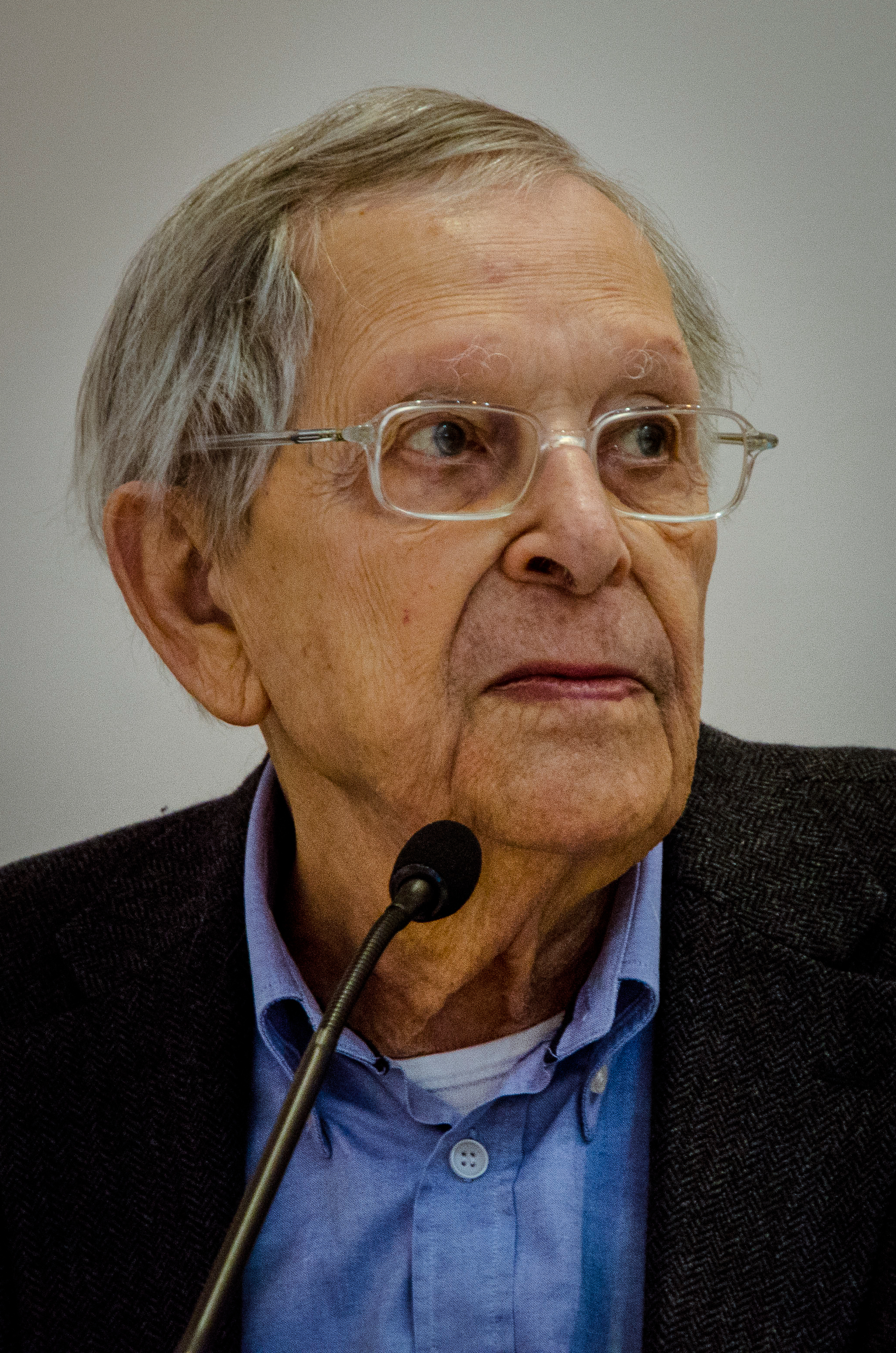
Роже Гренье

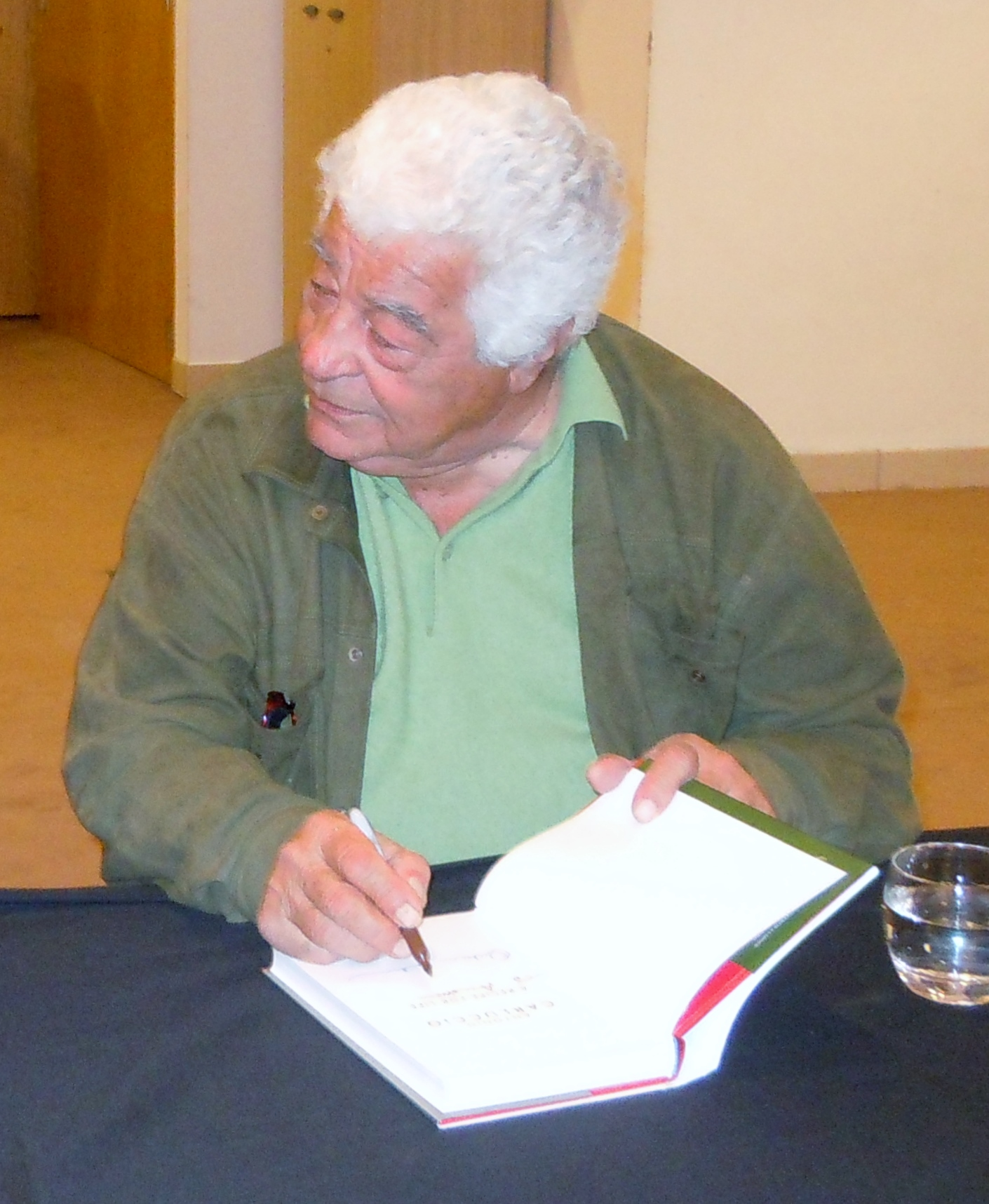
Антонио Карлуччо

- Белл, Тревор (87) — британский художник[249].
- Бурцев, Вадим Семёнович (71) — советский и российский кинорежиссёр-документалист, киносценарист, кинооператор и кинопродюсер[250].
- Вебер, Йосип (52) — хорватский и бельгийский футболист[251].
- Владиславлев, Александр Павлович (81) — советский и российский государственный и общественный деятель, министр СССР в 1991, муж Карины Лисициан, зять Павла Лисициана[252].
- Гадельшин, Кашфельгилем Файрушевич (99) — советский и российский башкирский театральный режиссёр, участник Великой Отечественной войны, директор Уфимского государственного театра кукол (1966—1968), заслуженный деятель искусств БАССР (1973)[253].
- Гренье, Роже (98) — французский писатель[254].
- Де ла Каррера, Марсела (35) — чилийская актриса[255].
- Карлуччо, Антонио (80) — итальянский кулинар и публицист[256].
- Клосиньский, Януш (96) — польский актёр театра, кино, радио, телевидения, театральный режиссёр[257].
- Кульчинский, Дмитрий Николаевич (91) — советский и российский архитектор-реставратор, заслуженный деятель искусств Российской Федерации (2006), лауреат Государственной премии РСФСР (1974)[258].
- Мой, Вуд (99) — американский актёр[259].
- Повзнер, Аркадий Борисович (57) — советский и российский кинооператор[260].
- Портнов, Георгий Анатольевич (89) — советский и российский композитор, заслуженный деятель искусств РСФСР (1976)[261].
- Ривера Камерена, Стефания Итсель (25) — мексиканская фотомодель, ДТП[262].
- Стойчев, Стелиян (51) — болгарский политический и общественный деятель, депутат Великого народного собрания Болгарии (1990—1991), основатель и руководитель Национального студенческого союза Болгарии[263].
- Толедо, Амелия[англ.] (90) — бразильская художница и профессор[264].
- Чо Юн Квон (68) — южнокорейский поэт[265].

## 7 ноября

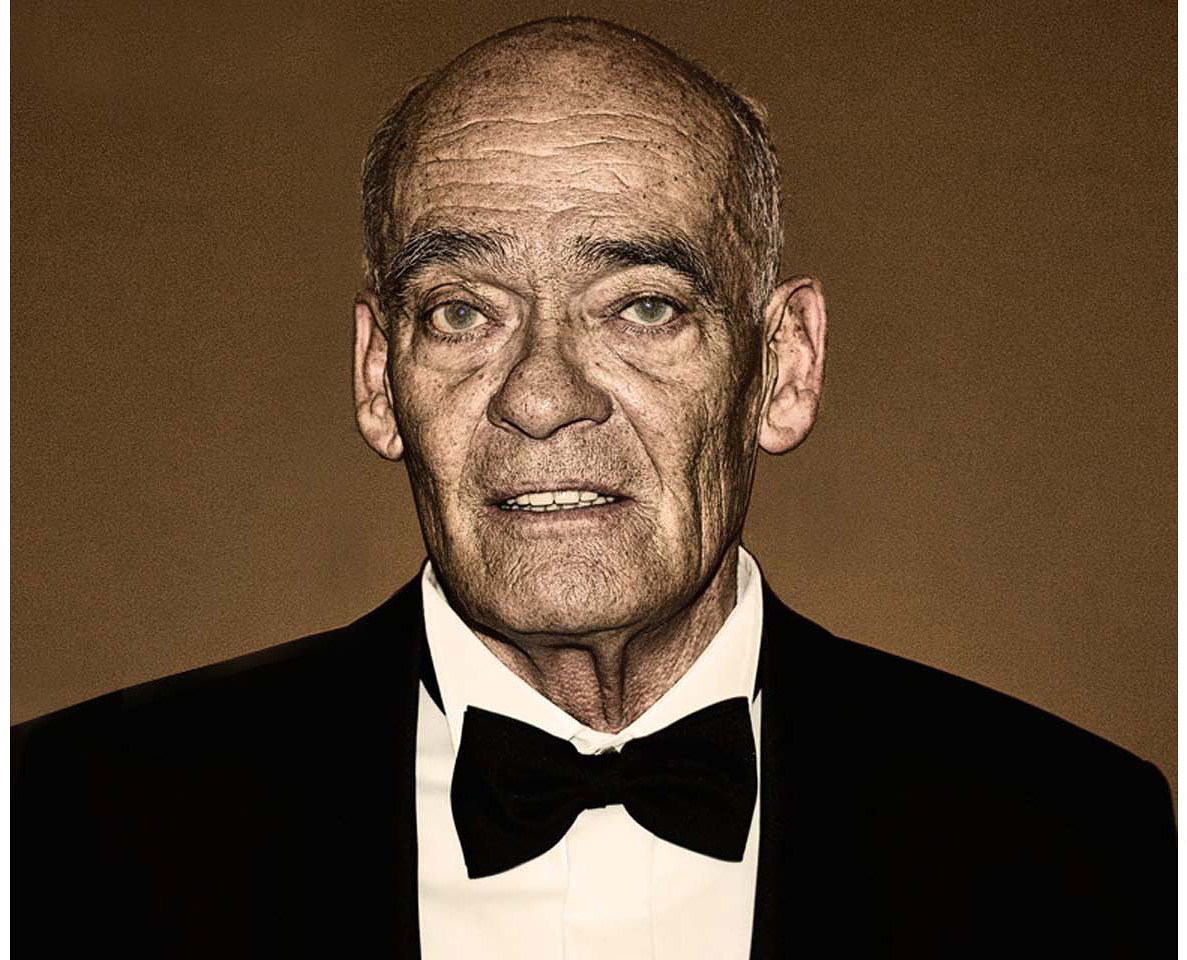
Ханс-Михаэль Реберг

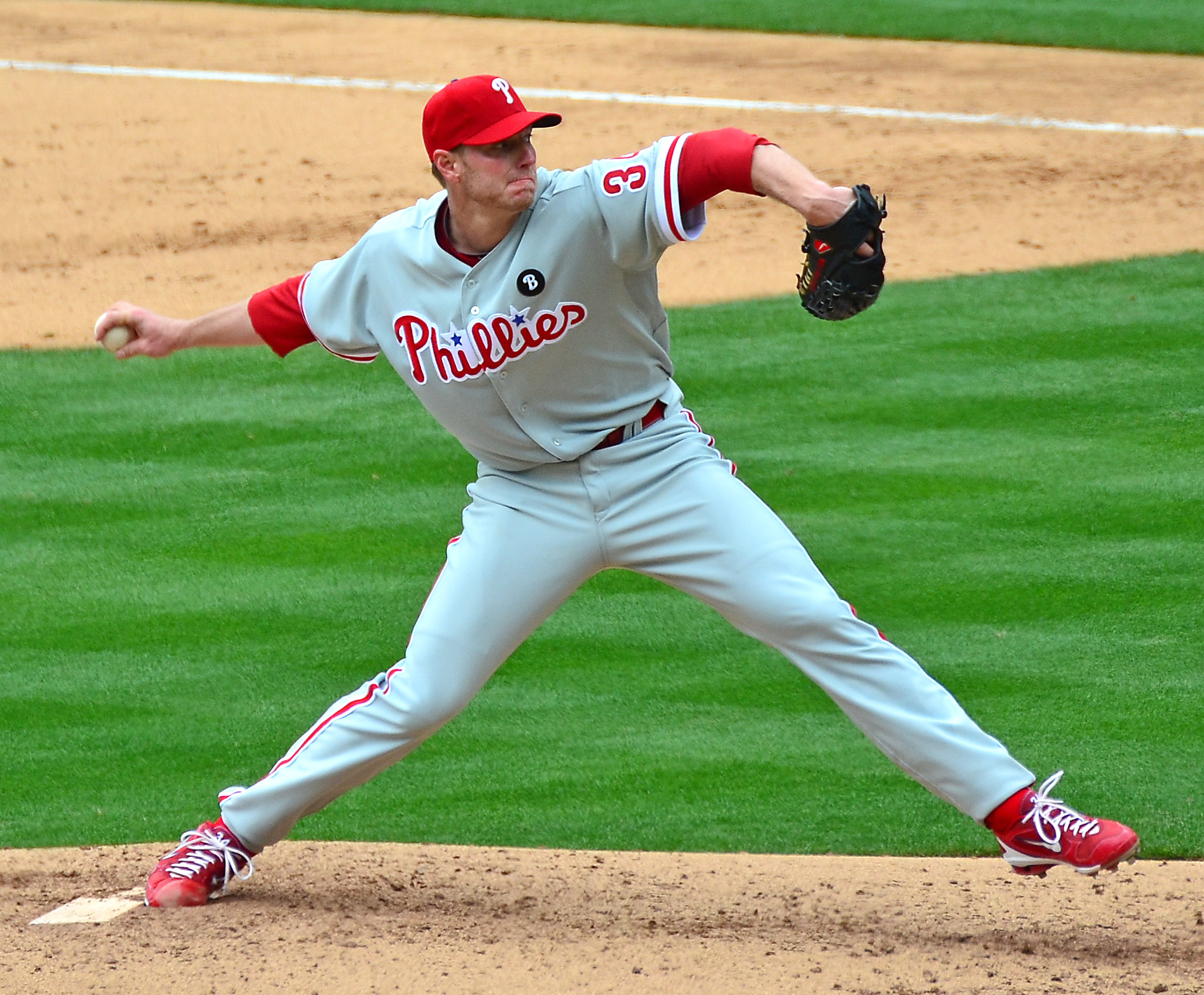
Рой Халлидей

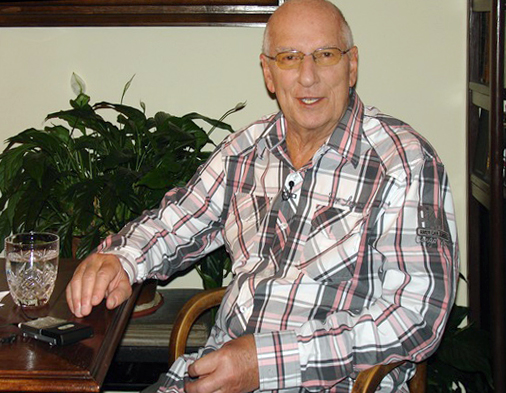
Карел Штедры

- Бакмастер, Пол (71) — английский музыкант, аранжировщик и композитор, лауреат премии «Грэмми»[266].
- Глан, Пентти (71) — финский и канадский музыкант[267].
- Гончар, Игорь Александрович (72) — советский и российский художник, главный художник и автор герба города Жуковский (Московская область)[268].
- Денисенко, Тарас Владимирович (52) — советский и украинский актёр театра и кино, заслуженный артист Украины[269].
- Кендрик, Долорес (90) — американская поэтесса[270].
- Де Кормье, Роберт (95) — американский композитор и дирижёр, участник Второй мировой войны[271].
- Мазанов, Николай Николаевич (72) — советский и российский поэт[272].
- Реберг, Ханс-Михаэль (79) — немецкий актёр[273].
- Сикало, Юрий Иванович (81) — советский и украинский театральный режиссёр, главный режиссёр Киевского государственного академического театра кукол, народный артист Украины (2009)[274].
- Халл Темиду, Жуан (93) — португальский дипломат, посол Португалии в США (1971—1981)[275].
- Халлидей, Рой (40) — американский профессиональный бейсболист; авиакатастрофа[276].
- Харрис, Брэд (84) — американский актёр[277].
- Хатчинс, Пэт[англ.] (75) — британская писательница и иллюстратор[278].
- Часнофф, Дебра (60) — американский режиссёр, лауреат премии «Оскар» за лучший документальный короткометражный фильм (1992)[279].
- Шефер, Ханс (90) — немецкий футболист («Кёльн»), чемпион мира 1954 года[280].
- Штедры, Карел[чеш.] (80) — чешский эстрадный певец[281].

## 6 ноября

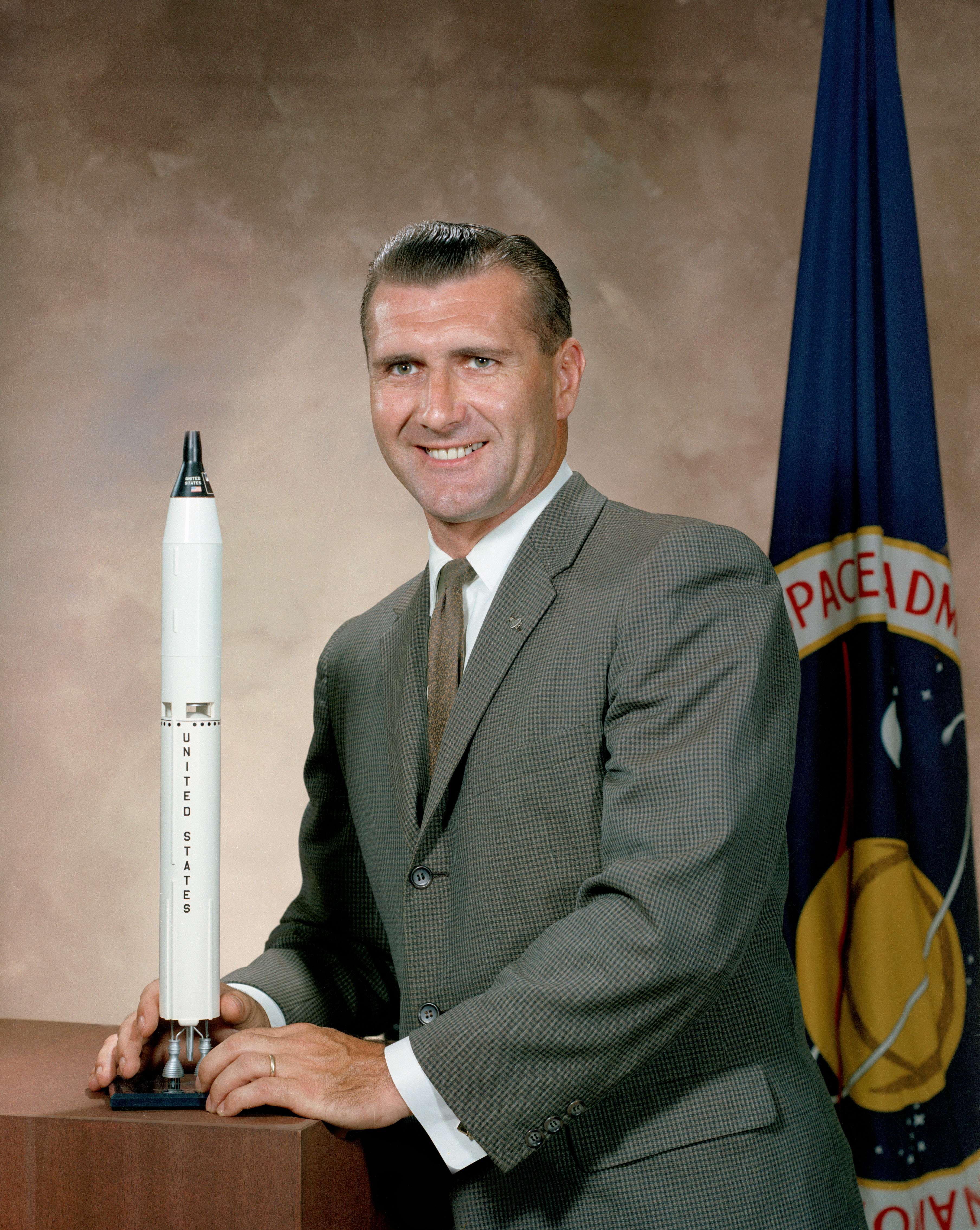
Ричард Гордон

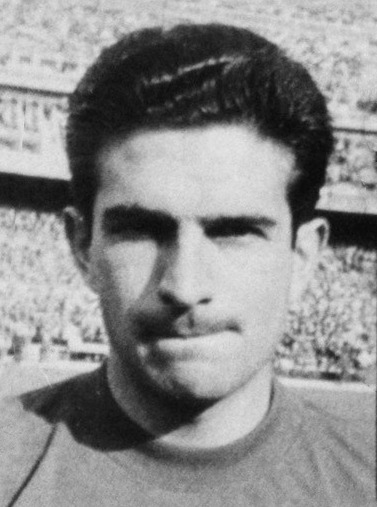
Фелисьяно Ривилья

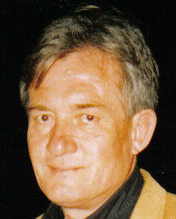
Марек Фронцковяк

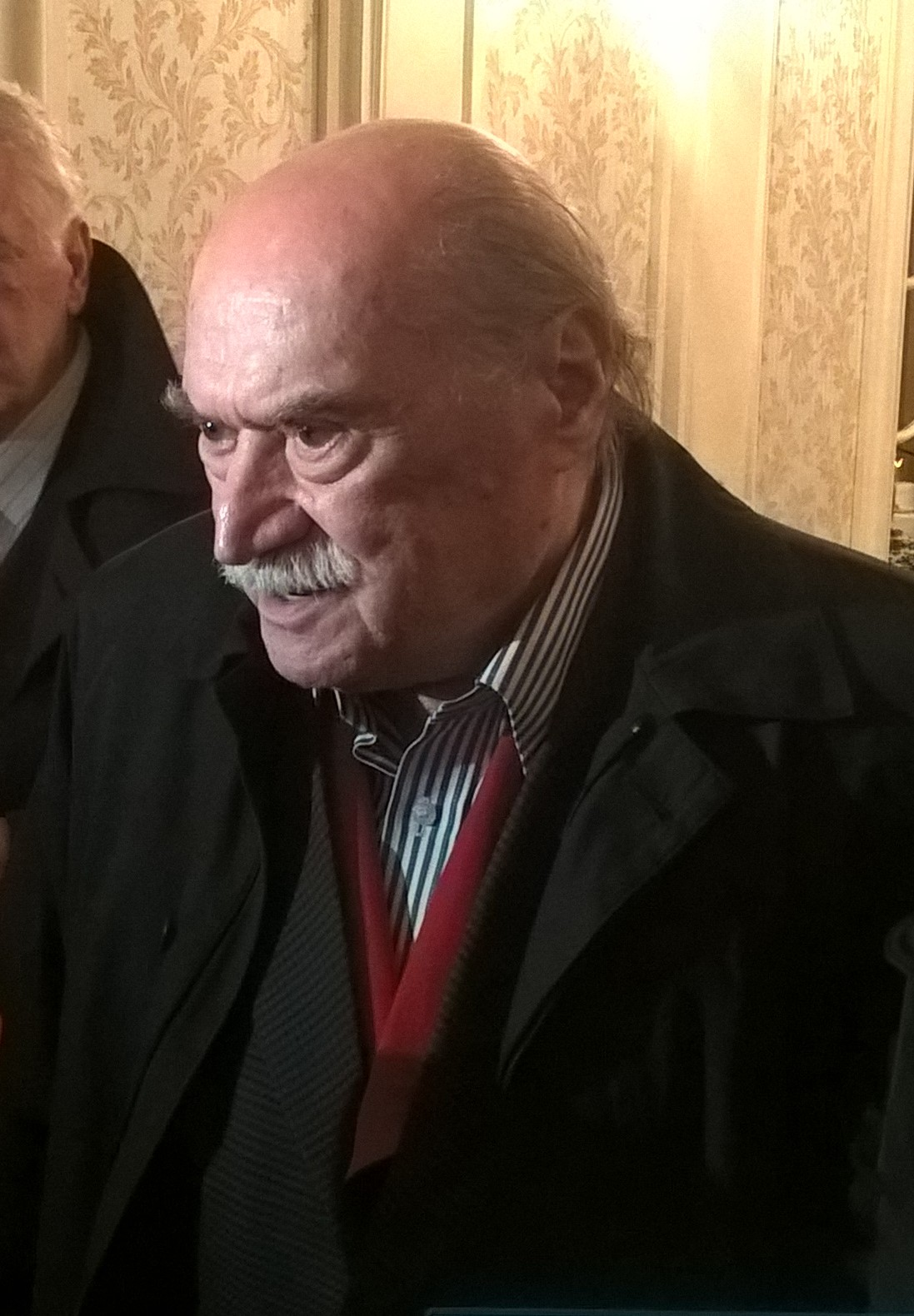
Джансуг Чарквиани

- Абдул Азиз ибн Фахд ибн Абдул-Азиз Аль Сауд (44) — член королевской династии Саудовской Аравии, бизнесмен, сын короля Фахда; убит при аресте[282].
- Вальдман, Рене (87) — французский инженер, руководитель проектирования и строительства Лионского метрополитена[283].
- Вентрауб, Уильям (91) — канадский журналист, писатель и сценарист[284].
- Гордон, Ричард Фрэнсис (88) — американский астронавт[285].
- Дор, Карин (79) — немецкая актриса[286].
- Льяно Гонсалес, Хайме (85) — колумбийский музыкант и композитор[287].
- Ривилья, Фелисьяно (81) — испанский футболист, чемпион Европы (1964)[288].
- Андрей (Сапеляк) (97) — епископ Украинской грекокатолической церкви, епископ епархии Покрова Пресвятой Богородицы в Буэнос-Айресе (1968—1997)[289].
- Требешина, Касем (92) — албанский писатель[290].
- Фронцковяк, Марек (67) — польский актёр[291].
- Чарквиани, Джансуг Авдидович (86) — советский и грузинский поэт[292].

## 5 ноября

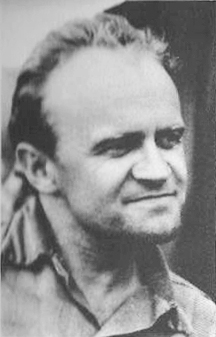
Роман Братный

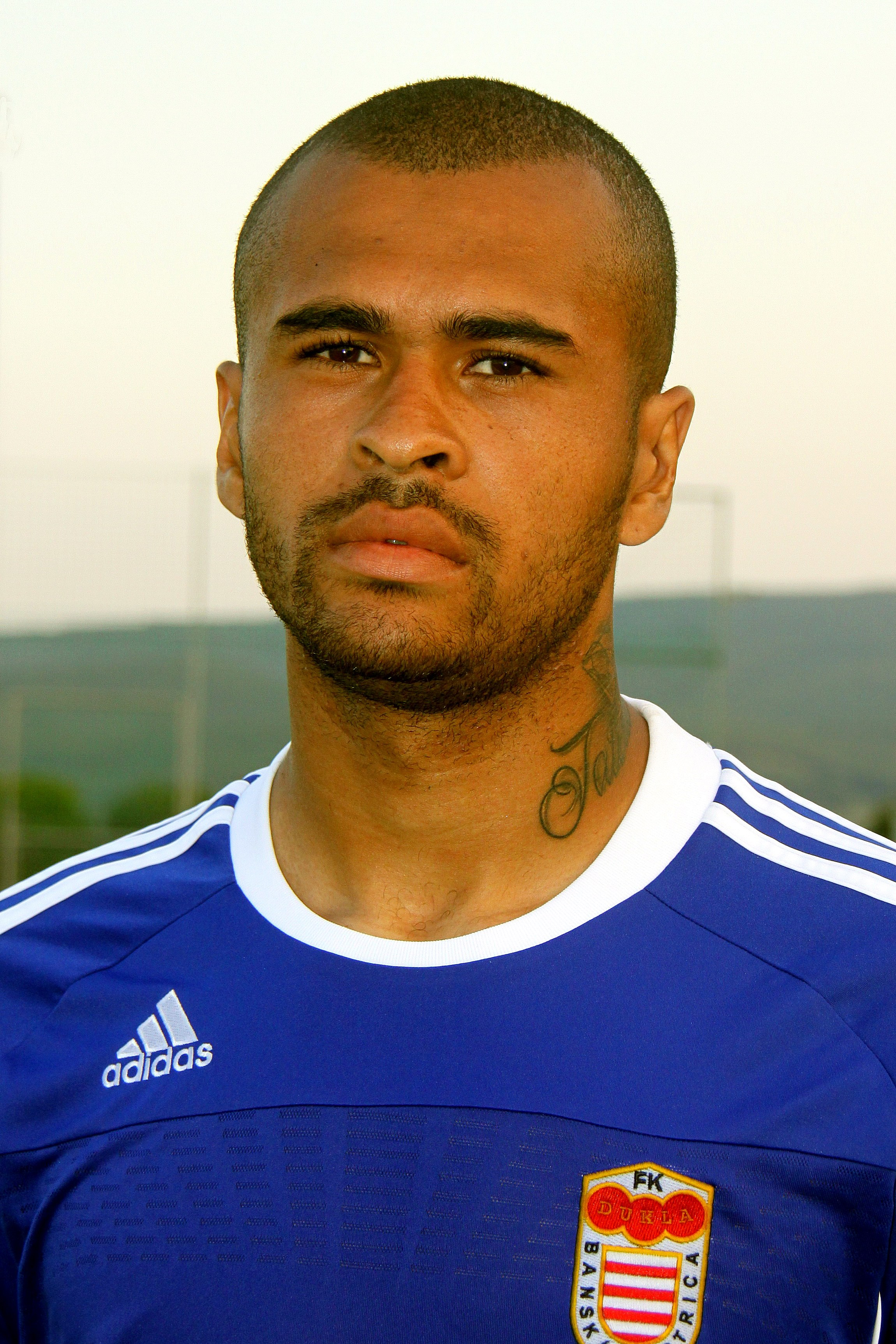
Дионатан Тешейра

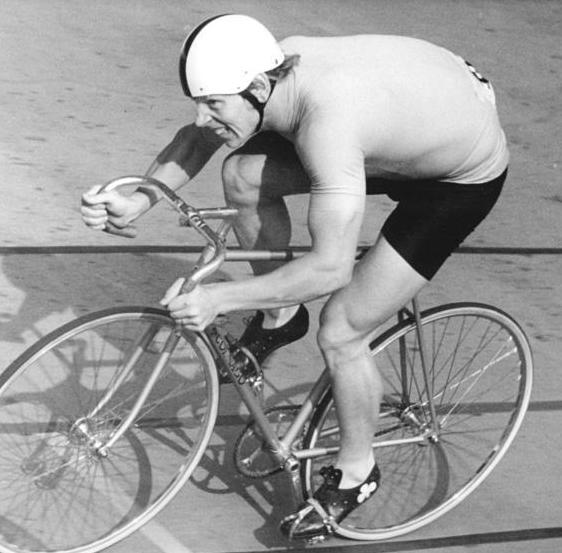
Лотар Томс

- Арбузов, Владимир Иванович — российский яхтсмен, мастер спорта международного класса по парусному спорту[293].
- Братный, Роман (96) — польский прозаик и поэт, публицист, киносценарист[294].
- Даммерт, Клаудия (68) — перуанская актриса[295].
- Клеймиц, Илья Лазаревич (93) — советский и российский деятель культуры, журналист, художественный руководитель Красноярской краевой филармонии (1972—1986), поэт-песенник, участник Великой Отечественной войны, заслуженный работник культуры РСФСР[296].
- Леонов, Юрий Георгиевич (82) — советский и российский геолог, академик РАН (1997)[297].
- Мансур ибн Мукрин Аль Сауд (42-43) — член королевской династии Саудовской Аравии; авиакатастрофа[298].
- Рони, Луис (96) — американский оперный певец (тенор)[299].
- Румянцева, Наталья Ивановна (46) — российская спортсменка, семикратная чемпионка мира по пауэрлифтингу, заслуженный мастер спорта России[300].
- Сергеева, Люся Ивановна (76) — работница советского мясомолпрома, бригадир Горно-Алтайского мясокомбината, полный кавалер ордена Трудовой Славы (1991)[301].
- Тайт, Джордж Эдвард — американский поэт[302].
- Тейшейра, Дионатан (25) — словацкий футболист бразильского происхождения, центральный защитник клуба «Шериф»[303].
- Томс, Лотар (61) — восточногерманский трековый велогонщик, олимпийский чемпион (1980), многократный чемпион и призёр чемпионатов мира в гите с места на 1000 метров[304].
- Фехер, Микулаш (75) — словацкий драматург, сценарист и режиссёр[305].
- Фрайдей, Нэнси[англ.] (84) — американская писательница[306].
- Холодов, Александр Сергеевич (76) — советский и российский учёный в области прикладной математики, академик РАН (2016)[307].
- Шлакман, Вера (108) — американский экономист[308].

## 4 ноября

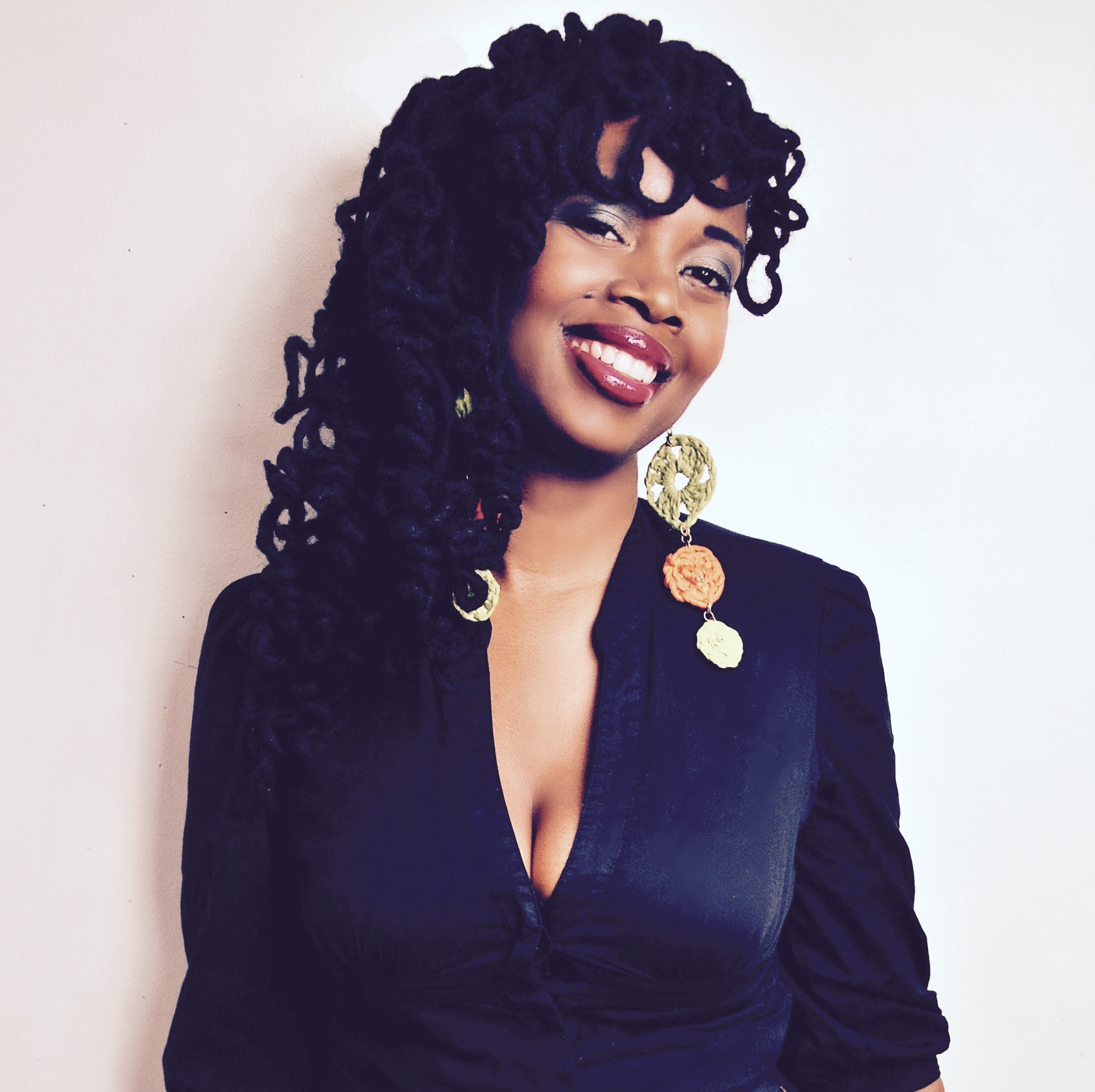
Тамара Мадден

- Гранада, Исабель (41) — филиппинская актриса и певица[309].
- Земмури, Махмуд (70) — алжирский актёр, режиссёр и сценарист, лауреат премии «Шанс Каннского кинофестиваля» (1981)[310].
- Луден, Ицхок (95) — израильский журналист, редактор, писатель (идиш)[311].
- Мадден, Тамара (42) — ямайская художница[312].
- Найт, Роберт (72) — американский эстрадный певец[313].
- Попова, Людмила Михайловна (79 или 80) — советская и российская певица и педагог по вокалу, артистка вокальной группы Ансамбля народного танца Сибири, заслуженная артистка РСФСР (1991)[314].
- Симпсон, Дадли (95) — австралийский композитор и дирижёр[315].
- Яу, Реджина (62) — ивуарийская писательница[316].

## 3 ноября

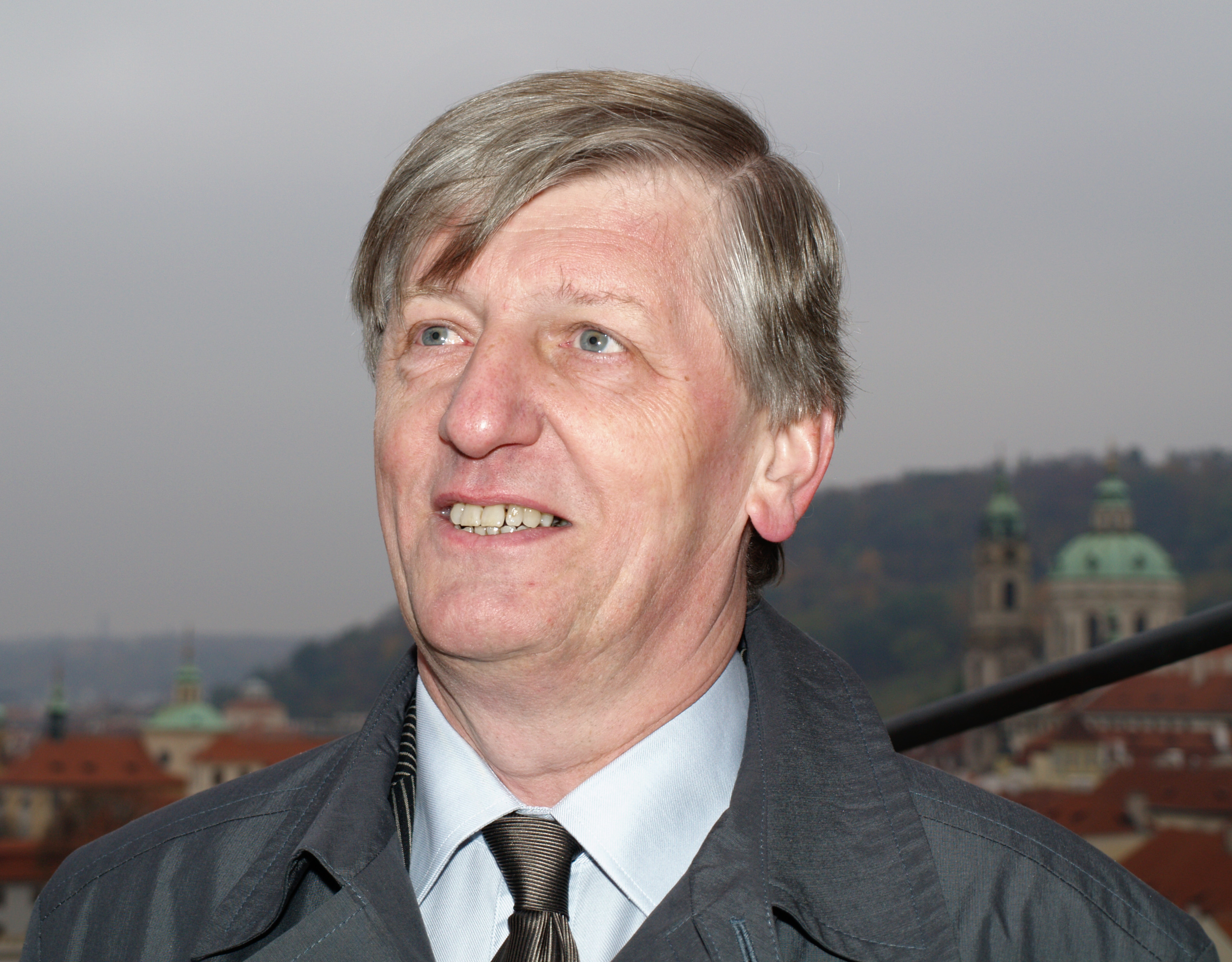
Вацлав Ридльбаух

- Бардини, Гаэтано (91) — итальянский оперный певец (тенор)[317].
- Белл, Тревор (87) — британский художник[318].
- Абдур Рахман Бисвас (91) — государственный и политический деятель Бангладеш, президент Бангладеш (1991—1996)[319].
- Афанасьева, Елена Михайловна (92) — советская и российская театральная актриса, артистка Краснодарского театра драмы им. М. Горького, заслуженная артистка РСФСР (1965)[320].
- Гуляковский, Евгений Яковлевич (83) — советский и российский писатель-фантаст, сценарист[321].
- Кольбок, Пьер (77) — французский архитектор[322].
- Корманик, Иржи (82) — чехословацкий борец, серебряный призёр летних Олимпийских игр в Токио (1964)[323].
- Леванов, Борис Васильевич (85) — советский и российский учёный, доктор исторических наук, профессор, ректор Брянского государственного педагогического института (1980—1984)[324].
- Нагорна, Христиния Аврамовна (117) — украинская долгожительница, старейшая неверифицированная жительница Украины[325].
- Ридльбаух, Вацлав (70) — чешский композитор, министр культуры Чешской Республики (2009—2010), руководитель Пражской филармонии[326].
- Тихонов, Валерий Петрович (65) — советский и молдавский государственный деятель, Чрезвычайный и Полномочный посол Республики Молдова в Катаре (с 2013 года)[327].
- Шляхтерман, Владимир Ильич (93) — советский и российский журналист, ответственный секретарь «Московского комсомольца»[328].
- Щербакова, Элеонора Юрьевна (49) __ тульская журналистка

## 2 ноября

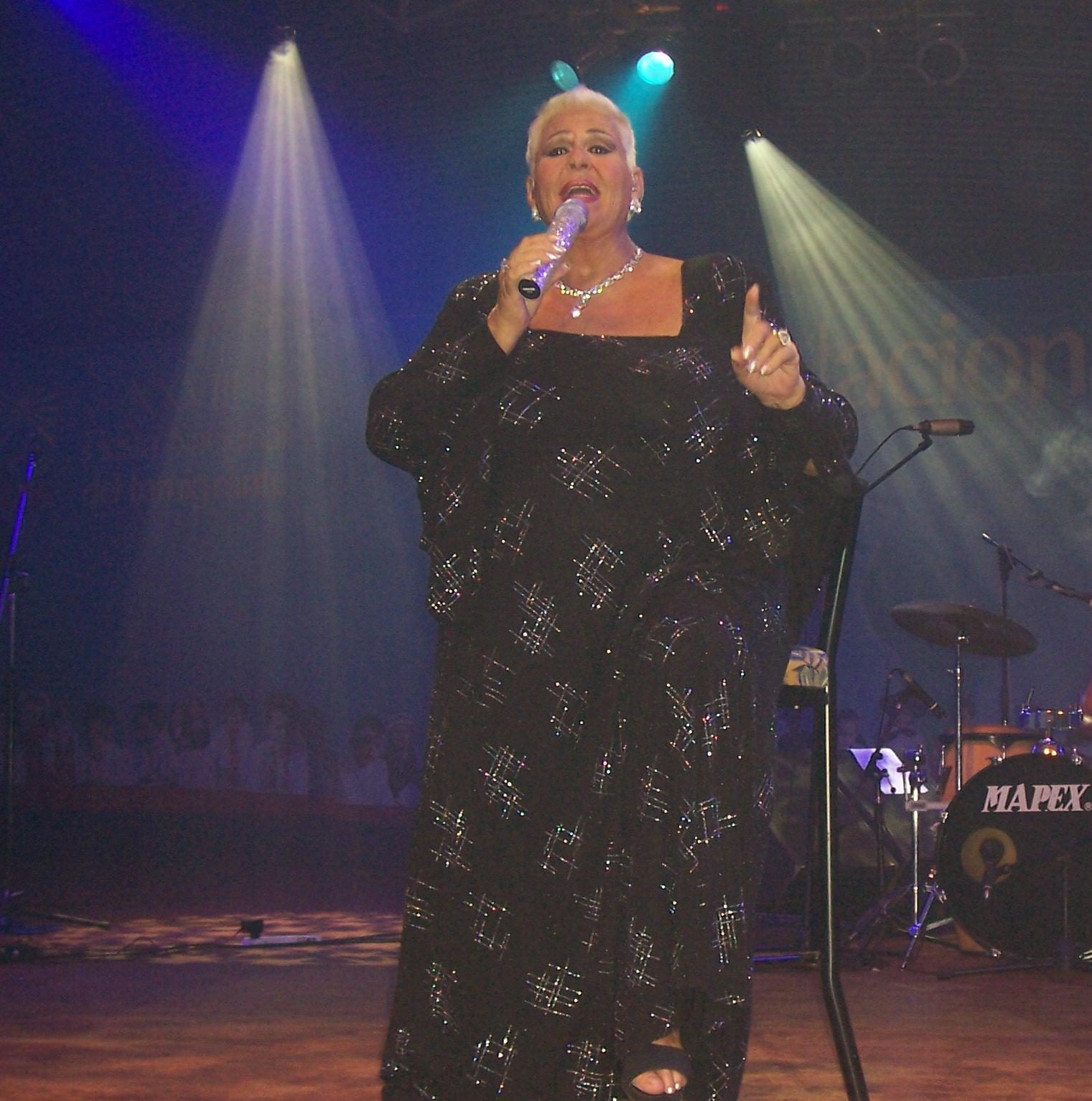
Мария Марта Серра Лима

- Варнава (Прокофьев) (72) — бывший епископ Русской Православной Церкви за границей, лишенный сана, Епископ Каннский, викарий Западно-Европейской епархии (1995—2001)[329].
- Гречиха, Юрий Михайлович (63) — слесарь-сборщик сборочного цеха ОАО «Мотор Сич», Герой Украины (2007)[330].
- Гусман, Альберто (90) — перуанский скульптор[331].
- Забродин, Георгий Иванович (63) — советский, узбекский и российский тренер по плаванию, заслуженный тренер УзССР[332].
- Карпов, Юрий Михайлович (79) — слесарь Рыбинского завода полиграфических машин, Герой Социалистического Труда (1986)[333].
- Ландау, Уильям (93) — американский невролог, сооткрыватель синдрома Ландау — Клеффнера[334].
- Магуайр, Сара (60) — британская поэтесса[335].
- Поло Веласко, Хуан (94) — испанский скульптор[336].
- Расселл, Пэдди (89) — британский режиссёр[337].
- Серра Лима, Мария Марта (72) — аргентинская эстрадная певица и актриса[338].
- Симонетти, Манлио (91) — итальянский учёный-библеист[339].
- Сомпаре, Абубакар (72) — гвинейский государственный деятель, спикер Национального собрания (2002—2008)[340].

## 1 ноября

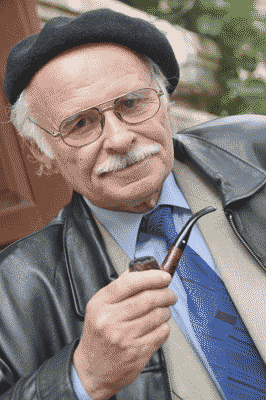
Вадим Костроменко

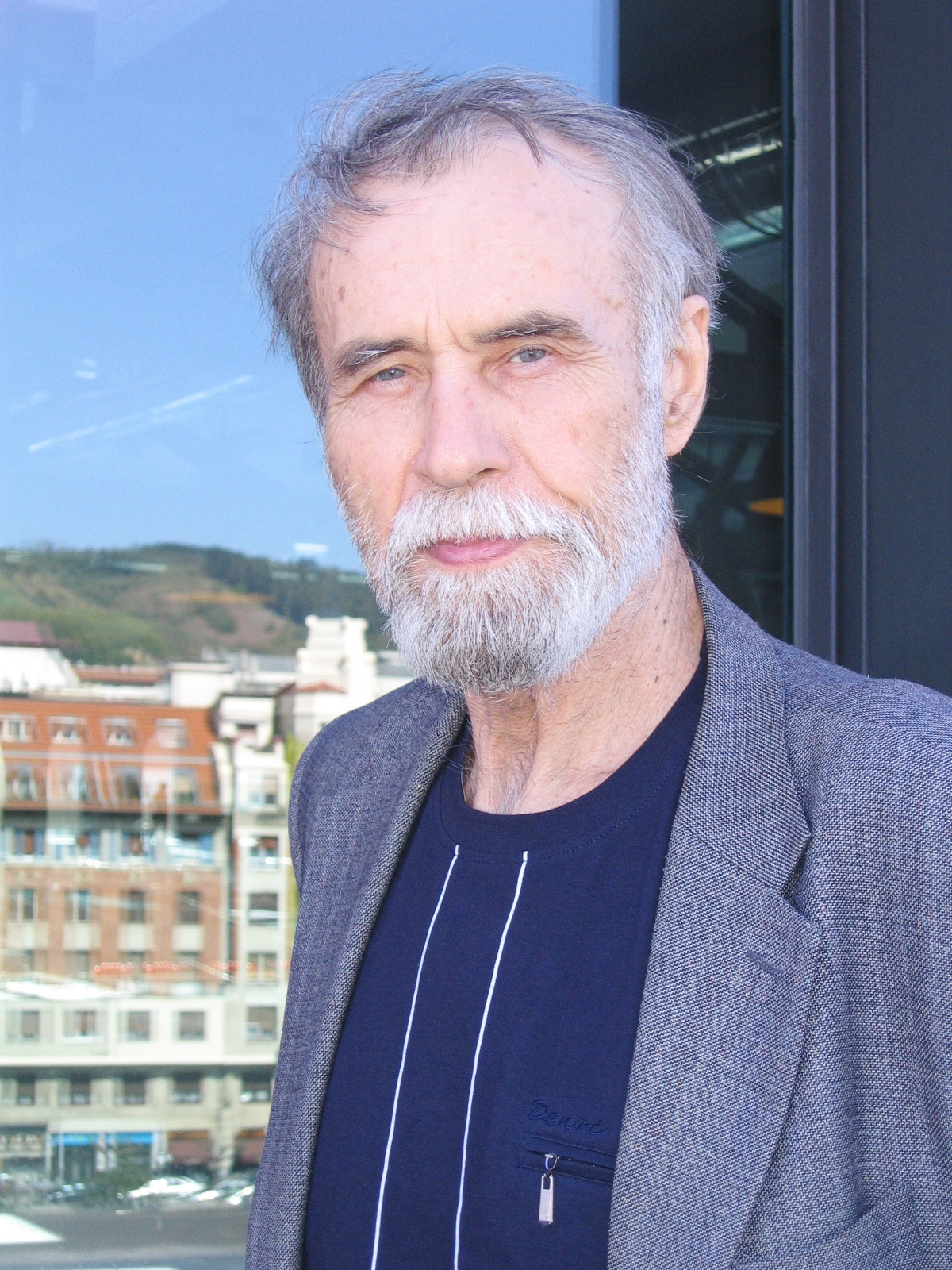
Владимир Маканин

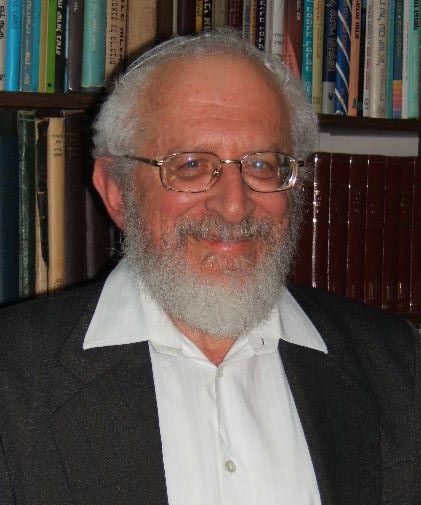
Израэль Розен

- Буфанда, Брэд (34) — американский актёр; самоубийство[341].
- Блатин, Михаил Анатольевич (82) — советский и российский спортивный журналист, заслуженный работник культуры РСФСР, сын журналиста Анатолия Блатина[342].
- Верловен, Роланд (79) — бельгийский композитор, поэт и продюсер[343].
- Дубоссарский, Борис Семёнович (70) — советский и молдавский композитор, заслуженный деятель искусств Молдавской ССР (1989), Маэстру ын Артэ[344].
- Кабреро, Рамон (69) — аргентинский футболист и тренер, тренер чемпионов Аргентины «Ланус» (2007)[345].
- Каримов, Виль Сагитович (82) — советский и российский башкирский режиссёр-документалист, партийный и общественный деятель, заслуженный деятель искусств Республики Башкортостан[346].
- Костроменко, Вадим Васильевич (83) — советский и украинский кинорежиссёр, киносценарист, кинооператор и киновед, председатель правления Одесского отделения Национального союза кинематографистов Украины, заслуженный деятель искусств Украинской ССР, отец киносценариста Дмитрия Костроменко[347].
- Кудрявцев, Сергей Владимирович (56) — российский киноактёр[348].
- Лассиг, Розмари (76) — австралийская пловчиха, серебряный призёр летних Олимпийских игр в Риме (1960)[349].
- Ли, Кейти (98) — американская фолк-певица[350].
- Маканин, Владимир Семёнович (80) — советский и российский писатель[351].
- Махек, Вацлав (91) — чехословацкий велогонщик, серебряный призёр летних Олимпийских игр в Мельбурне (1956)[352].
- Розен, Израэль (76) — израильский раввин, основатель общеизраильского управления гиюров и глава института «Цомет»[353].
- Рыжков, Сергей Сергеевич (59) — советский и украинский учёный и общественный деятель, доктор технических наук, профессор, ректор Национального университета кораблестроения имени адмирала Макарова (с 2008), заслуженный деятель науки и техники Украины, лауреат Государственной премии Украины (2011)[354].
- Сазонов, Борис Фёдорович (88) — советский и российский учёный-нефтяник, лауреат Ленинской премии (1966) [?].
- Салеев, Сергей (48) — российский актёр театра и кино[355].
- Седрон, Пабло (59) — аргентинский актёр[356].
- Хармациньская-Нычка, Гражина (91) — польская художница[357].